# Liste der Kulturdenkmale in Bad Gottleuba-Berggießhübel
Die Liste der Kulturdenkmale in Bad Gottleuba-Berggießhübel enthält die Kulturdenkmale in Bad Gottleuba-Berggießhübel und ihren Ortsteilen im sächsischen Landkreis Sächsische Schweiz-Osterzgebirge. Die Anmerkungen sind zu beachten.
Diese Liste ist eine Teilliste der Liste der Kulturdenkmale im Landkreis Sächsische Schweiz-Osterzgebirge.

Diese Liste ist eine Teilliste der Liste der Kulturdenkmale in Sachsen.

## Legende
- Bild: Bild des Kulturdenkmals, ggf. zusätzlich mit einem Link zu weiteren Fotos des Kulturdenkmals im Medienarchiv Wikimedia Commons. Wenn man auf das Kamerasymbol klickt, können Fotos zu Kulturdenkmalen aus dieser Liste hochgeladen werden:
- Bezeichnung: Denkmalgeschützte Objekte und ggf. Bauwerksname des Kulturdenkmals
- Lage: Straßenname und Hausnummer oder Flurstücknummer des Kulturdenkmals. Die Grundsortierung der Liste erfolgt nach dieser Adresse. Der Link (Karte) führt zu verschiedenen Kartendiensten mit der Position des Kulturdenkmals. Fehlt dieser Link, wurden die Koordinaten noch nicht eingetragen. Sind diese bekannt, können sie über ein Tool mit einer Kartenansicht einfach nachgetragen werden. In dieser Kartenansicht sind Kulturdenkmale ohne Koordinaten mit einem roten bzw. orangen Marker dargestellt und können durch Verschieben auf die richtige Position in der Karte mit Koordinaten versehen werden. Kulturdenkmale ohne Bild sind an einem blauen bzw. roten Marker erkennbar.
- Datierung: Baubeginn, Fertigstellung, Datum der Erstnennung oder grobe zeitliche Einordnung entsprechend des Eintrags in der sächsischen Denkmaldatenbank
- Beschreibung: Kurzcharakteristik des Kulturdenkmals entsprechend des Eintrags in der sächsischen Denkmaldatenbank, ggf. ergänzt durch die dort nur selten veröffentlichten Erfassungstexte oder zusätzliche Informationen
- ID: Vom Landesamt für Denkmalpflege Sachsen vergebene, das Kulturdenkmal eindeutig identifizierende Objekt-Nummer. Der Link führt zum PDF-Denkmaldokument des Landesamtes für Denkmalpflege Sachsen. Bei ehemaligen Kulturdenkmalen können die Objektnummern unbekannt sein und deshalb fehlen bzw. die Links von aus der Datenbank entfernten Objektnummern ins Leere führen. Ein ggf. vorhandenes Icon  führt zu den Angaben des Kulturdenkmals bei Wikidata.

## Bad Gottleuba
| Bild                                    | Bezeichnung | Lage                                  | Datierung                    | Beschreibung | ID       |
| --------------------------------------- | --- | ------------------------------------- | ---------------------------- | --- | -------- |
| Direkt Bild zu diesem Denkmal hochladen | Wegestein | (Karte)                               | 19. Jh.                      | verkehrsgeschichtlich von Bedeutung | 09304619 |
| Direkt Bild zu diesem Denkmal hochladen | Sechs Wegesteine |                                       |                              | verkehrsgeschichtlich von Bedeutung | 09304617 |
| Direkt Bild zu diesem Denkmal hochladen | Wegestein | (Karte)                               | 19. Jh.                      | verkehrsgeschichtlich von Bedeutung | 09304621 |
| Direkt Bild zu diesem Denkmal hochladen | Wegestein und Sockel einer älteren Säule | (Karte)                               | 19. Jh.                      | Kopie von 1993, Schriftspiegel stilistisch verändert, verkehrsgeschichtlich von Bedeutung. Kopie einer Wegesäule (1993), Sandstein mit gewölbtem Abschluss, Schriftspiegel mit Inschriften, Sockel: Sandstein, Höhe ca. 15 cm. | 09224781 |
| Direkt Bild zu diesem Denkmal hochladen | Wegestein | (Karte)                               | 19. Jh.                      | ehemals zwei Einschüsse an der Südseite, verkehrsgeschichtlich von Bedeutung. Sandstein, flacher pyramidaler Abschluss, Schriftspiegel farblich unterlegt, Inschriften „Richtungspfeil nach links/Bad Gottleuba /10 km/ Richtungspfeil nach rechts/ Bahra/ 3,9 km“ umseitig „Augustusberg/ 1,3 km/ Hellendorf/3,0 km Richtungspfeil nach rechts/Bad Berggießhübgel/? km“, 1994 restauriert, dabei Einschusslöcher beseitigt. | 09304616 |
|                                         | Sachgesamtheit Chemnitzer Heim mit folgenden Einzeldenkmalen: Villa, Nebengebäude und im Garten sog. Märchenhöhle und Postament (ID-Nr. 09223394), dazu ausgedehnter Villengarten in Hanglage (Gartendenkmal)                                                                                         | Am Chemnitzer Heim 2; 2a (Karte)      | 1903/1904                    | Sachgesamtheit Chemnitzer Heim mit folgenden Einzeldenkmalen: Villa (Nr. 2), Nebengebäude (mit Schmuckfachwerk, Nr. 2a) und im Garten sogenannte Märchenhöhle und Postament (Einzeldenkmal ID-Nr. 09223394), dazu ausgedehnter Villengarten in Hanglage (Gartendenkmal) mit Treppenanlagen, Wasserbecken und Wegesystem – von ortsgeschichtlicher, personengeschichtlicher und gartenkünstlerischer Bedeutung. | 09304493 |
|                                         | Einzeldenkmale der Sachgesamtheit Chemnitzer Heim: Villa, Nebengebäude und im Garten sog. Märchenhöhle und Postament (Einzeldenkmal zu ID-Nr. 09304493) | Am Chemnitzer Heim 2; 2a (Karte)      | lt. Auskunft 1903/1904       | Einzeldenkmale der Sachgesamtheit Chemnitzer Heim: Villa (Nr. 2), Nebengebäude (mit Schmuckfachwerk, Nr. 2a) und im Garten sogenannte Märchenhöhle und Postament – große landhausartige Villa, mit aufwändigem Nebengebäude, von baugeschichtlicher und personengeschichtlicher Bedeutung. | 09223394 |
| Direkt Bild zu diesem Denkmal hochladen | Wohnhaus | Am Graben 1 (Karte)                   | bez. 1762                    | Obergeschoss Fachwerk, in der Korbbogentür bezeichnet, baugeschichtlich von Bedeutung | 09223324 |
| Direkt Bild zu diesem Denkmal hochladen | Fünf Gebäude einer Tischlerei in geschlossener Zeile: offener Holzlagerschuppen, Wohn- und Werkstattgebäude, Fassade einer ehemaligen Scheune, Werkstattgebäude und Scheune | Am Tannenbusch 3 (Karte)              | um 1900                      | Wohn- und Werkstattgebäude im Wohnbereich Obergeschoss Fachwerk, großes Werkstattgebäude zwei Tore, Obergeschoss Fachwerk, baugeschichtlich und ortsgeschichtlich von Bedeutung. | 09223329 |
|                                         | Feuerwehr mit Wohnhaus, Wagenschuppen und Turm | Am Tannenbusch 4 (Karte)              | 1920er Jahre                 | Wohnhaus Obergeschoss Fachwerk verbrettert, Wagenschuppen und Turm holzverkleidet, baugeschichtlich und ortsgeschichtlich von Bedeutung. | 09223330 |
| Direkt Bild zu diesem Denkmal hochladen | Max-Bähr-Mühle | Am Tannenbusch 5; 5a (Karte)          | 1908                         | Mühlgebäude, damit verbundenes Wohn- und Wirtschaftsgebäude, Wohnhaus, hölzerner Funktionsbau (Sägemühle) sowie Mühlentechnik einer ehemaligen Getreide- und Sägemühle mit Bäckerei: Mühlgebäude mit Schmuckfachwerk (1908), Wohn- und Wirtschaftsgebäude mit Schmuckfachwerk (1927), Wohnhaus mit Schmuckfachwerk, im Türsturz bezeichnet 1868 – eine der bedeutsamsten historischen Mühlen in der Sächsischen Schweiz, baugeschichtlich, ortsgeschichtlich und technikgeschichtlich von Bedeutung. | 09223400 |
|                                         | Elf Stadtscheunen | An den Scheunen (Karte)               | 2. Hälfte 19. Jh.            | zwei geschlossene Zeilen mit fünf nördlichen und sechs südlichen Scheunen, ortsentwicklungsgeschichtlich von Bedeutung | 09223396 |
|                                         | Gedenkstein | Augustusberg (Karte)                  | 1963                         | Sandsteinblock mit Inschrift »Zur Erinnerung an die deutsch-russische Waffenbrüderschaft im nationalen Befreiungskampf des deutschen Volkes, Rat der Stadt Bad Gottleuba 1963«, geschichtlich von Bedeutung. | 09223332 |
|                                         | Transformatorenturm (mit Gedenkinschrift) | Augustusberg (Karte)                  | bez. 1913                    | Trafohaus im Reformstil der Zeit um 1910, Erinnerungsmal an die hier stattgefundenen Kämpfe von 1813, baugeschichtlich, technikgeschichtlich und ortsgeschichtlich von Bedeutung. | 09300085 |
| Direkt Bild zu diesem Denkmal hochladen | Wohnhaus | Augustusberg 7 (Karte)                | 1920er Jahre                 | eingeschossig mit verbrettertem Drempel, Mansardgiebeldach, baugeschichtlich von Bedeutung. Mit Mansardgiebeldach, intakt, Obergeschoss verbrettert, Landhausstil. | 09223333 |
| Direkt Bild zu diesem Denkmal hochladen | Villa mit Einfriedung, Terrassierung und parkähnlichem Garten (Gartendenkmal) | Augustusberg 11 (Karte)               | 1930er Jahre                 | Wohnhaus in Hanglage, zweigeschossiger Putzbau mit Walmdach und Anbau, baugeschichtlich und gartenkünstlerisch von Bedeutung. Villa: zweigeschossig, Villengarten: der nördliche Bereich um die Villa stärker gärtnerisch ausgestaltet, der südlich anschließende Hangbereich eher naturbelassen. | 09223331 |
|                                         | Wohnhaus in geschlossener Bebauung | Badstraße 1 (Karte)                   | Anfang 19. Jh.               | breit gelagerter Putzbau mit Korbbogentür und Schlussstein, baugeschichtlich und städtebaulich von Bedeutung. Fenster erneuert, Mansardwalmdach. | 09223294 |
|                                         | Wohnhaus in Ecklage und halboffener Bebauung | Badstraße 3 (Karte)                   | 1. Hälfte 19. Jh.            | Putzbau mit Krüppelwalmdach, baugeschichtlich und städtebaulich von Bedeutung | 09223295 |
| Weitere Bilder                          | Kurgebäude mit Heizhaus und Schornstein | Badstraße 11a (Karte)                 | 1880er Jahre                 | Kurgebäude (Kurbad) – eingeschossiger, lang gestreckter Putzbau mit überhöhtem Mittelrisalit und filigranem hölzernem Vorbau, baugeschichtlich und ortsgeschichtlich von Bedeutung. | 09223322 |
|                                         | Leinbrock-Villa: Fabrikantenvilla mit Einfriedung | Badstraße 17 (Karte)                  | um 1920                      | Putzbau mit Wintergarten, zum Teil originale Ausstattung, baugeschichtlich von Bedeutung. | 09223393 |
| Weitere Bilder                          | Ehem. Bahnhof Gottleuba | Bahnhofstraße (Karte)                 | 2. Hälfte 19. Jh.            | Bahnhofsgebäude der Eisenbahnstrecke Pirna-Berggießhübel-Gottleuba – schlichter Putzbau mit flachem Satteldach, eisenbahngeschichtlich von Bedeutung. | 09300089 |
|                                         | Ehemaliges Postgebäude | Bahnhofstraße 2 (Karte)               | um 1905                      | Putzbau mit flachem Seitenrisalit und Zierfachwerk, baugeschichtlich von Bedeutung. Zweigeschossiger massiver Putzbau mit Zierfachwerk. | 09300088 |
|                                         | Wohnhaus | Bahraweg 1 (Karte)                    | lt. Auskunft 1926            | zeittypisches Holzhaus über massivem Sockel, baugeschichtlich von Bedeutung. | 09223391 |
|                                         | Schumann-Haus | Bahraweg 2 (Karte)                    | 1905/1910                    | Wohnhaus und Gedenkstein für Camillo Schumann (1872–1946) – Putzbau, Fassade mit ornamentalen Details und Noteninschrift, baugeschichtlich und ortsgeschichtlich von Bedeutung. Wohnhaus mit Mansardgiebeldach, Noteninschrift an der Giebelseite, Sandsteinblock mit Inschrift „Wirkungsstätte des Komponisten und Organisten Camillo Schumann 1914–1946“. | 09223392 |
|                                         | Sachgesamtheit Rittergut Giesenstein mit den Einzeldenkmalen: Herrenhaus, Nebengebäude, zwei Wirtschaftsgebäude, zwei Scheunen (ID-Nr. 09223386) sowie Zufahrtsallee, Garten und Wirtschaftshof als Sachgesamtheitsteile                                                                              | Giesenstein 1; 1b; 2; 3; 4; 5 (Karte) | 18. Jh., z. T. älter         | Sachgesamtheit Rittergut Giesenstein mit den Einzeldenkmalen: Herrenhaus (Nr. 4), rückwärtiges Nebengebäude (Nr. 5), zwei Wirtschaftsgebäude (Nr. 2, 3), zwei Scheunen (Nr. 1, 1b) Bergkeller und Einfriedung (ID-Nr. 09223386) sowie Zufahrtsallee (Gartendenkmal), Garten südlich des Herrenhauses und der Wirtschaftshof als Sachgesamtheitsteile – baugeschichtlich und ortsgeschichtlich von Bedeutung. | 09303855 |
|                                         | Einzeldenkmale der Sachgesamtheit Rittergut Giesenstein: Herrenhaus, zwei Wirtschaftsgebäude, zwei Scheunen, Bergkeller und Einfriedung (Einzeldenkmal zu ID-Nr. 09303855) | Giesenstein 1; 1b; 2; 3; 4; 5 (Karte) | um 1900                      | Einzeldenkmale der Sachgesamtheit Rittergut Giesenstein: Herrenhaus (Nr. 4), rückwärtiges Nebengebäude (Nr. 5), zwei Wirtschaftsgebäude (Nr. 2, 3), zwei Scheunen (Nr. 1, 1b), Bergkeller und Einfriedung – Herrenhaus unregelmäßige dreiflügelige, zweigeschossige Anlage, baugeschichtlich und ortsgeschichtlich von Bedeutung. | 09223386 |
|                                         | Kurpark (Gartendenkmal) mit Allee, vier frei stehenden Skulpturen, Teich und OdF-Denkmal | Goethepark (Karte)                    | ca. 1905–1920                | OdF-Denkmal: Monolith mit Aufschrift, von ortsgeschichtlicher und landschaftsgestaltender Bedeutung. | 09223395 |
| Direkt Bild zu diesem Denkmal hochladen | Wohnstallhaus, Auszugshaus und Scheune eines Bauernhofes sowie Erdkeller | Hartmannsbach 11 (Karte)              | Ende 19. Jh.                 | in Hanglage, Wohnstallhaus Putzbau mit Krüppelwalmdach, Auszugshaus Obergeschoss Fachwerk, Scheune im Giebel Fachwerk, verbrettert, baugeschichtlich und wirtschaftsgeschichtlich von Bedeutung. | 09223407 |
| Direkt Bild zu diesem Denkmal hochladen | Schwedenkreuz | Hartmannsbach 38 (vor) (Karte)        | Spätmittelalter              | Steinkreuz mit eingeritztem Schwert, ortsgeschichtlich von Bedeutung, 92 cm × 98 cm × 30 cm, südwestlich Ortsausgang am Lindenhof. | 09223404 |
| Direkt Bild zu diesem Denkmal hochladen | Sachgesamtheit Neuer Friedhof Bad Gottleuba mit folgenden Einzeldenkmalen: Friedhofskapelle, Krematorium, Einfriedungsmauer des Friedhofes mit vier Toren, OdF-Gedenkstätte mit kleinem Platz, Gedenktafel an der Mauer in der Südwestecke und „Dresdner Grab“ (siehe Einzeldenkmale ID-Nr. 09223334) | Hellendorfer Straße (Karte)           | 4. Viertel 19. Jh.           | Sachgesamtheit Neuer Friedhof Bad Gottleuba mit Einzeldenkmalen sowie Lindenallee zur Friedhofskapelle, Baumreihe entlang der Hellendorfer Straße außerhalb der Friedhofsmauer und Baumreihe außerhalb der südlichen Friedhofsmauer (Gartendenkmal). Friedhofskapelle – kleiner, reich gegliederter Rechteckbau, baugeschichtlich und ortsgeschichtlich von Bedeutung. | 09304502 |
| Direkt Bild zu diesem Denkmal hochladen | Einzeldenkmale der Sachgesamtheit Neuer Friedhof Bad Gottleuba: Friedhofskapelle, Krematorium, Einfriedungsmauer des Friedhofes mit vier Toren, OdF-Gedenkstätte mit kleinem Platz und Gedenktafel an der Mauer in der Südwestecke sowie „Dresdner Grab“ (Einzeldenkmale zu ID-Nr. 09304502)          | Hellendorfer Straße (Karte)           | Ende 19. Jh.                 | Einzeldenkmale der Sachgesamtheit Neuer Friedhof Bad Gottleuba: Friedhofskapelle kleiner, reich gegliederter Rechteckbau, baugeschichtlich und ortsgeschichtlich von Bedeutung. Kapelle: Rechteckbau, verputzt, mit Satteldach, rundbogigen Tür- und Fensteröffnungen, übergiebelter Mittelrisalit, Pilastergliederung, Krematorium: kleiner Rechteckbau mit Satteldach, Giebelrisalit, Eckquaderung. | 09223334 |
|                                         | Wohnhaus in halboffener Bebauung | Hellendorfer Straße 3 (Karte)         | 2. Hälfte 19. Jh.            | mittenbetonte Putzfassade mit Thermen- und Doppelfenster, baugeschichtlich von Bedeutung. Dreigeschossiger massiver Putzbau, authentisch. | 09300090 |
|                                         | Wohnhaus in halboffener Bebauung | Hellendorfer Straße 8 (Karte)         | über der Tür bez. 1866       | gründerzeitlicher Putzbau mit Drempel, Satteldach, baugeschichtlich von Bedeutung. | 09223336 |
|                                         | Wohnhaus, annähernd frei stehend | Hellendorfer Straße 15 (Karte)        | um 1800                      | Obergeschoss Fachwerk, verbrettert, Giebel verschiefert, baugeschichtlich von Bedeutung. | 09223341 |
|                                         | Wohnhaus | Hellendorfer Straße 17 (Karte)        | 1. Hälfte 19. Jh.            | Putzbau mit Korbbogentür, Giebel verbrettert, Krüppelwalmdach, baugeschichtlich von Bedeutung. | 09223349 |
| Weitere Bilder                          | Sachgesamtheit Alter Friedhof Bad Gottleuba mit Einzeldenkmalen: Gedenkstein zur Hochwasserkatastrophe des Jahres 1927, Gräberreihe für die Opfer beider Weltkriege und Einfriedungsmauer (ID-Nr. 09304377) sowie Friedhof in Hanglage mit Gehölzbestand (Gartendenkmal)                              | Kirchgasse (Karte)                    | 2. Hälfte 19. Jh.            | Sachgesamtheit Alter Friedhof Bad Gottleuba mit Einzeldenkmalen: Gedenkstein für die Opfer der Hochwasserkatastrophe des Jahres 1927, ein Grabmal, Gräberreihe für die Opfer des Ersten und Zweiten Weltkrieges und Einfriedungsmauer (Bruchstein) im Norden, Osten und Westen (ID-Nr. 09304377) sowie Friedhof in Hanglage mit Gehölzbestand (Gartendenkmal) – ältester Friedhof, von ortsgeschichtlicher Bedeutung. | 09223344 |
| Weitere Bilder                          | Einzeldenkmale der Sachgesamtheit Alter Friedhof Bad Gottleuba: Gedenkstein zur Hochwasserkatastrophe des Jahres 1927, Gräberreihe für die Opfer beider Weltkriege (Einzeldenkmal zu ID-Nr. 09223334)                                                                                                 | Kirchgasse (Karte)                    | um 1762                      | Einzeldenkmale der Sachgesamtheit Alter Friedhof Bad Gottleuba: Gedenkstein für die Opfer der Hochwasserkatastrophe des Jahres 1927, ein Grabmal, Gräberreihe für die Opfer des Ersten und Zweiten Weltkrieges sowie Einfriedungsmauer (Bruchstein) im Norden, Osten und Westen – ortsgeschichtlich und straßenbildprägend von Bedeutung. | 09304377 |
| Weitere Bilder                          | St.-Petri-Kirche Gottleuba | Kirchgasse (Karte)                    | 15. bis 16. Jh.              | Kirche Bad Gottleuba mit Kirchhof, Einfriedung und Torhaus – spätgotische Saalkirche mit Anbauten und Westturm, Putzbau mit Strebepfeilern, spätgotische Maßwerkfenster und reiche Portale, Einfriedung als Ringmauer einer mittelalterlichen Wehranlage, baugeschichtlich und ortsgeschichtlich von Bedeutung. | 09223345 |
|                                         | Wohnhaus | Kirchgasse 2 (Karte)                  | Anfang 19. Jh.               | Obergeschoss Fachwerk verputzt, baugeschichtlich von Bedeutung | 09223327 |
|                                         | Pfarrhaus | Kirchgasse 8 (Karte)                  | lt. Auskunft 1748            | zweigeschossiger Putzbau mit steilem Walmdach und Fledermausgaupen, in Hanglage, baugeschichtlich und ortsgeschichtlich von Bedeutung. | 09223346 |
|                                         | Denkmal für die Gefallenen des Ersten Weltkrieges | Königstraße (Karte)                   | nach 1918 (Kriegerdenkmal)   | Kriegerdenkmal – ortsgeschichtlich von Bedeutung | 09223383 |
|                                         | Rathaus | Königstraße 5 (Karte)                 | bez. 1521                    | zweigeschossiger Putzbau mit Fassadengliederung und mittig übergiebeltem Dachhaus, baugeschichtlich und ortsgeschichtlich von Bedeutung. Stockgesims, Fensterverdachungen und Balkon, im Giebeldachhaus bezeichnet. | 09223297 |
| Direkt Bild zu diesem Denkmal hochladen | Wohnhaus | Königstraße 24 (Karte)                | bez. 1811                    | ohne Anbau, breit gelagerter Putzbau mit Krüppelwalmdach, über der Korbbogentür bezeichnet, baugeschichtlich und straßenbildprägend von Bedeutung. Krüppelwalmdach. | 09223311 |
| Weitere Bilder                          | Sachgesamtheit Klinik Bad Gottleuba mit Einzeldenkmalen: Stationshäuser 1 bis 13, 16, 17, 22, 25, 27, 28, 29, 31, und 32, dazu Parkanlage (Gartendenkmal) und Sachgesamtheitsteile: Kandelaber und Einfriedungspfosten um gesamtes Gelände                                                            | Königstraße 39 (Karte)                | 1909–1914, z. T. bis 1920    | Sachgesamtheit Klinik Bad Gottleuba mit folgenden Einzeldenkmalen: Stationshäuser 1 bis 7, 8 (jetzt Wohnhaus), 9 bis 13, Haus 16 (Gebäudekomplex Kurmittelhaus), Haus 17, Haus 22, Gebäudegruppe Haus 25 im Nordosten, westlich davon Kessel- und Maschinenhaus mit Schornstein, Haus 27 (Kurverwaltung), Haus 28 (Klinikschule), Haus 29 (sog. Kulturhaus), Haus 31 (Kegelbahn), Haus 32 (Pforte), Transformatorenhaus nördlich vom Kulturhaus, Wasserturm im Norden und Wasserwerk im Westen der Parkanlage sowie Fußgängerbrücke im Park und Zufahrtsbrücke über die Gottleuba (siehe Einzeldenkmale ID-Nr. 09302657), dazu Parkanlage (Gartendenkmal) und folgende Sachgesamtheitsteile: ehem. Kläranlage, Kandelaber und Einfriedungspfosten um gesamtes Gelände – eindrucksvolle Gesamtanlage der Heilstätte der Landesversicherungsanstalt mit pavillonartig am Hang gruppiertem Bautenensemble, die Parkanlage mit landschaftlichem Wegesystem, Treppen und Terrassenmauern wurde von dem bedeutenden Gartenkünstler Max Bertram (1849–1914) gestaltet und ist daher von erheblichem gartenkünstlerische Wert, baugeschichtlich, kulturgeschichtlich, ortsgeschichtlich, ortsbildprägend, landschaftsgestaltend und gartenkünstlerisch von Bedeutung. | 09223348 |
| Weitere Bilder                          | Einzeldenkmale der Sachgesamtheit Klinik Bad Gottleuba: Stationshäuser 1 bis 13, 16, 17, 22, 25, 27, 28, 29, 31 und 32 sowie Fußgängerbrücke im Park und Zufahrtsbrücke über die Gottleuba (Einzeldenkmal zu ID-Nr. 09223348)                                                                         | Königstraße 39 (Karte)                | 1909–1914, Erste Bauperiode  | Einzeldenkmale der Sachgesamtheit Klinik Bad Gottleuba: Stationshäuser 1, 2, 3, 4/5, 6, 7, 8 (jetzt Wohnhaus), 9, 10, 11, 12, 13, Haus 16 (Gebäudekomplex Kurmittelhaus, ehem. Centralbad), Haus 17, Haus 22, Gebäudegruppe Haus 25 im Nordosten, westlich davon Kessel- und Maschinenhaus mit Schornstein, Haus 27 (Kurverwaltung), Haus 28 (Klinikschule), Haus 29 (sog. Kulturhaus), Haus 31 (Kegelbahn), Haus 32 (Pforte), Transformatorenhaus nördlich vom Kulturhaus, Wasserturm im Norden und Wasserwerk im Westen der Parkanlage sowie Fußgängerbrücke im Park und Zufahrtsbrücke über die Gottleuba – Haus 18–21 sind Neubauten, eindrucksvolle Gesamtanlage der ehemaligen Heilstätte der Landesversicherungsanstalt mit pavillonartig am Hang gruppiertem Bautenensemble, baugeschichtlich, kulturgeschichtlich, ortsgeschichtlich und ortsbildprägend von Bedeutung. | 09302657 |
|                                         | Doppelwohnhaus | Königstraße 41; 43 (Karte)            | 1920er Jahre                 | Klinik-Kontext, zeittypischer Putzbau mit Mansardwalmdach, im Reformstil der Zeit nach 1910, baugeschichtlich und straßenbildprägend von Bedeutung. | 09223397 |
|                                         | Wohnhaus | Königstraße 45 (Karte)                | 1920er Jahre                 | Klinik-Kontext, Putzbau im Reformstil der Zeit nach 1910, Walmdach, baugeschichtlich von Bedeutung. | 09223398 |
|                                         | Wohnhaus | Königstraße 47 (Karte)                | 1920er Jahre                 | Klinik-Kontext, Putzbau im Reformstil der Zeit nach 1910, Walmdach, baugeschichtlich von Bedeutung, mit Walmdach. | 09223399 |
| Weitere Bilder                          | Postmeilensäule | Markt (Karte)                         | bez. 1727                    | Kopie einer Distanzsäule, verkehrsgeschichtlich von Bedeutung. Obelisk auf Postament, verschiedene Inschriften, mit Wappen und Krone, Posthornzeichen, Sandstein. | 09223281 |
| Weitere Bilder                          | Marktbrunnen mit Bronzefigur | Markt (Karte)                         | 1923                         | polygonaler Schalenbrunnen, mit Bacchus-Bronzefigur auf Postament sowie Wasserspeiern und Putten von Alexander Höfer (1877–1937), innerhalb einer kleinen Grünanlage, künstlerisch und straßenbildprägend von Bedeutung. | 09223282 |
|                                         | Wohnhaus in halboffener Bebauung | Markt 2 (Karte)                       | 1. Hälfte 19. Jh.            | Putzbau mit hohem Satteldach, baugeschichtlich und städtebaulich von Bedeutung. | 09223292 |
|                                         | Wohnhaus in halboffener Bebauung und Ecklage | Markt 3 (Karte)                       | 1. Hälfte 19. Jh.            | Obergeschoss Fachwerk, baugeschichtlich und städtebaulich von Bedeutung. | 09223291 |
|                                         | Wohnhaus in geschlossener Bebauung | Markt 9 (Karte)                       | 3. Viertel 19. Jh.           | Putzbau mit modernem Ladeneinbau, Gurtgesims und Fensterverdachungen, baugeschichtlich und städtebaulich von Bedeutung, mit Fensterverdachungen. | 09223288 |
|                                         | Gasthof in Ecklage und in geschlossener Bebauung, mit Saalanbau | Markt 13 (Karte)                      | Mitte 19. Jh.                | schlichter Putzbau, Saalanbau mit Rundbogenfenstern, ortsgeschichtlich von Bedeutung, nachträglich aufgestockt, Portal mit Gebälk. | 09223286 |
|                                         | Kirchgemeindehaus in offener Bebauung | Markt 14 (Karte)                      | 2. Hälfte 19. Jh.            | Putzbau mit Fassadengliederung, Eckbalkon mit schmiedeeisernem Gitter, baugeschichtlich von Bedeutung. Bau hat abgeschrägte Ecke und Eckbalkon, Walmdach. | 09223285 |
|                                         | Wohnhaus in geschlossener Bebauung | Markt 16 (Karte)                      | 1. Hälfte 19. Jh.            | Putzbau mit jüngerem Ladeneinbau, baugeschichtlich und städtebaulich von Bedeutung. | 09223283 |
| Direkt Bild zu diesem Denkmal hochladen | Wohnhaus | Moritz-Fischer-Berg 3 (Karte)         | Ende 18. Jh.; verändert      | Obergeschoss Fachwerk verputzt, Giebel verschiefert, giebelständig, baugeschichtlich von Bedeutung. | 09223320 |
| Direkt Bild zu diesem Denkmal hochladen | Ehemaliges Wohnstallhaus | Moritz-Fischer-Berg 4 (Karte)         | lt. Auskunft 1786; verändert | Obergeschoss Fachwerk verbrettert, baugeschichtlich von Bedeutung. | 09223321 |
| Direkt Bild zu diesem Denkmal hochladen | Ehem. Bahnhofshotel | Pirnaer Straße 4 (Karte)              | um 1912                      | Hotel, ohne späteren Anbau, Obergeschoss Fachwerk, zum Teil verbrettert, teilweise originale Ausstattung, baugeschichtlich und ortsgeschichtlich von Bedeutung. | 09223378 |
| Direkt Bild zu diesem Denkmal hochladen | Mehrfamilienhaus in offener Bebauung | Pirnaer Straße 8 (Karte)              | 1920er Jahre                 | Putzbau mit lisenenartiger Gliederung, Mittelrisalit mit geschweiftem Giebel, baugeschichtlich von Bedeutung. | 09223382 |
| Direkt Bild zu diesem Denkmal hochladen | Fabrikantenwohnhaus | Pirnaer Straße 10 (Karte)             | um 1900                      | Putzbau mit übergiebeltem Mittelrisalit, Freigespärre an den Giebeln, Satteldach, baugeschichtlich und ortsgeschichtlich von Bedeutung. | 09223379 |
| Direkt Bild zu diesem Denkmal hochladen | Mehrfamilienhaus in offener Bebauung | Pirnaer Straße 12 (Karte)             | 1930er Jahre                 | zeittypischer Putzbau mit Klinkergliederung, betonter Eingangsbereich mit originaler Ladenfront, Fußwalmdach, baugeschichtlich von Bedeutung. | 09223381 |
| Direkt Bild zu diesem Denkmal hochladen | Doppelwohnhaus in offener Bebauung | Pirnaer Straße 17; 18 (Karte)         | 1920er Jahre                 | Putzbau mit Mansardwalmdach und Fledermausgaupen, baugeschichtlich von Bedeutung. | 09223380 |
| Direkt Bild zu diesem Denkmal hochladen | Erdkeller | Thomas-Müntzer-Straße (Karte)         | über der Tür bez. 1821       | baugeschichtlich und sozialgeschichtlich von Bedeutung. Bruchsteinmauer, bewachsen. | 09223385 |
| Direkt Bild zu diesem Denkmal hochladen | Kalkofen | Thomas-Müntzer-Straße (Karte)         | 19. Jh.                      | Bruchsteinmauerwerk mit Eckquaderung, baugeschichtlich und technikgeschichtlich von Bedeutung. | 09223384 |
|                                         | Steinkreuz | Vierzehn Nothelferweg (Karte)         | Spätmittelalter              | 1902 mit Platte (Inschrift: »14 Nothelfer«) und Podest versehen, ortsgeschichtlich von Bedeutung. Steinkreuz mit Einritzung zweier Kreuze und eines Dolches, Sandstein, 120 cm × 113 cm × 30 cm. | 09223338 |
| Direkt Bild zu diesem Denkmal hochladen | Wegestein | Vierzehn Nothelferweg (Karte)         | bez. 1824; erneuert          | eine der ältesten datierten Wegesäulen der Sächsischen Schweiz, verkehrsgeschichtlich von Bedeutung mit Inschrift: „Gesetzt von der Comun Gottleuba 1824 – Nach Hellendorf“. | 09223409 |

## Berggießhübel
| Bild                                    | Bezeichnung | Lage                               | Datierung                                           | Beschreibung | ID       |
| --------------------------------------- | --- | ---------------------------------- | --------------------------------------------------- | --- | -------- |
| Direkt Bild zu diesem Denkmal hochladen | Wegestein | (Karte)                            | 19. Jh.                                             | erneuerte Sandsteinstele, verkehrsgeschichtlich von Bedeutung. Sandsteinstele, nach oben verjüngend, pyramidaler Abschluss, Inschriften auf eingelassener Schriftfläche „Nach Bahra 5 KM“ und „Nach Hellendorf und Peterswald“ jeweils mit Richtungspfeilen. | 09304623 |
| Direkt Bild zu diesem Denkmal hochladen | Wegestein | (Karte)                            | 19. Jh.                                             | erneuerte Sandsteinstele auf einer Verkehrsinsel, zentraler Wegweiser, verkehrsgeschichtlich von Bedeutung. | 09304624 |
| Direkt Bild zu diesem Denkmal hochladen | Wegestein | (Karte)                            | 19. Jh.                                             | verkehrsgeschichtlich von Bedeutung. Sandstein, ca. 1,40 m hoch, flacher pyramidaler Abschluss, umlaufender abgesetzter Schriftspiegel mit Inschriften und Richtungsweisern. | 09223849 |
| Direkt Bild zu diesem Denkmal hochladen | Sachgesamtheit Bergbaumonumente Berggießhübel, mit folgenden Einzeldenkmalen: Zwieseler Tiefe Erbstollen mit drei Wetterschächten, Halde und Detlefschacht, Grundmauern des ehemaligen Pulverturms, Lochstein der Grube »Wills Gott«, Lochstein und Lochmarke der Grube »Missgönnt Glück« und Bolza-Pinge, Tiefer Hammerzechen Stolln, Kleiner Kalkofen, Portale Hildebrandt Stolln und Johann Georgen Stolln (ID-Nr. 09223700), Mundloch Marie Louise Stolln (ID-Nr. 09223835), Hengststein (ID-Nr. 09223862) sowie ehem. Wohn- und Werkstatthaus des Hammermeisters (ID-Nr. 09223838) | (Karte)                            | 14. Jh. bis 1886 (verschiedene Bergbauanlagenteile) | Sachgesamtheit Bergbaumonumente Berggießhübel, mit folgenden Einzeldenkmalen: Zwieseler Tiefe Erbstollen mit drei Wetterschächten, Halde und Tagschacht Detlefschacht, Halden und Senkungstrichter des Martinslagers inklusive Grundmauern des ehemaligen Pulverturms, Lochstein der Grube »Wills Gott«, Lochstein und Lochmarke der Grube »Missgönnt Glück« und Bolza-Pinge, Tiefer Hammerzechen Stolln, Kleiner Kalkofen, Portale Hildebrandt Stolln und Johann Georgen Stolln (Einzeldenkmal ID-Nr. 09223700), Mundloch Marie Louise Stolln (Einzeldenkmal ID-Nr. 09223835, Am Poetenweg 3), Hengststein (Einzeldenkmal ID-Nr. 09223862, Hochsteinweg) sowie ehem. Wohnhaus des Hammermeisters und Werkstatthaus (Einzeldenkmal – ID-Nr. 09223838, Am Oberhammer 2) – bergbaugeschichtlich, regionalgeschichtlich und technikgeschichtlich von Bedeutung. | 09304489 |
| Weitere Bilder                          | Einzeldenkmal der Sachgesamtheit Bergbaumonumente Berggießhübel: ehem. Wohnhaus des Hammermeisters, dazu Werkstatthaus (Talstraße 11) (Einzeldenkmal zu ID-Nr. 09304489) | Am Oberhammer 2 (Karte)            | Mitte 19. Jh.                                       | Einzeldenkmal der Sachgesamtheit Bergbaumonumente Berggießhübel: ehemaliges Wohnhaus des Hammermeisters, dazu Werkstatthaus (Talstraße 11) – zum Teil verändert, bergbaugeschichtlich, regionalgeschichtlich und technikgeschichtlich von Bedeutung. Hammermeisterhaus eingeschossig, mit hohem Schopfwalmdach, urspr. doppelt so lang, 1911 stillgelegt, 1919 Verschrottung der Hämmer. | 09223838 |
| Direkt Bild zu diesem Denkmal hochladen | Dresdner Haus (Wohnhaus) | Am Poetenweg 1 (Karte)             | um 1725                                             | breit gelagerter Putzbau mit Mansardwalmdach, aufwändiges Korbbogenportal mit Schlussstein, baugeschichtlich von Bedeutung. | 09223836 |
| Direkt Bild zu diesem Denkmal hochladen | Einzeldenkmal der Sachgesamtheit Bergbaumonumente Berggießhübel: Wohnhaus in offener Bebauung mit vermauertem Sitznischenportal des ehemaligen Bergamtes an der Rückseite (Einzeldenkmal zu ID-Nr. 09304489) | Am Poetenweg 3 (Karte)             | nach 1885 Neuaufbau nach Abbruch 1885               | Einzeldenkmal der Sachgesamtheit Bergbaumonumente Berggießhübel: ehem. bezeichnet, baugeschichtlich, bergbaugeschichtlich und regionalgeschichtlich von Bedeutung. | 09223835 |
| Direkt Bild zu diesem Denkmal hochladen | Einzeldenkmal der Sachgesamtheit Bergbaumonumente Berggießhübel: Gedenkstein, dazu Steinbank (Einzeldenkmal zu ID-Nr. 09304489) | Hochsteinweg (Karte)               | nach 1845                                           | Einzeldenkmal der Sachgesamtheit Bergbaumonumente Berggießhübel: Sandsteintafel auf Sockel mit dachförmiger Bekrönung und Inschrift (erinnert an den unbeschadeten Sturz des Obersteigers Hengst in eine Schachtanlage am 2. Januar 1845), ortsgeschichtlich von Bedeutung. | 09223862 |
| Weitere Bilder                          | Postmeilensäule | Ladenberg 4a (bei) (Karte)         | 1727                                                | Kopie einer Distanzsäule, verkehrsgeschichtlich von Bedeutung. | 09223852 |
|                                         | Postmeilensäule | Albert-Schweitzer-Straße (Karte)   | 2. Viertel 18. Jh.                                  | Sandsteinobelisk auf Postament, mit Mondsichel, ohne Inschrift, vermutlich als Schmucksäule für Kurgäste errichtet, ortsgeschichtlich von Bedeutung. | 09223850 |
| Direkt Bild zu diesem Denkmal hochladen | Sachgesamtheit Vorwerk Friedrichsthal mit Einzeldenkmalen: Herrenhaus (sogenanntes Schloss Friedrichsthal) mit Freiterrasse und seitlichen Freitreppen (ID-Nr. 09223828), außerdem Gutspark (Gartendenkmal) mit Einfriedung und Tor als Sachgesamtheitsteile | Am Schloß 1 (Karte)                | 18. Jh.                                             | Sachgesamtheit Vorwerk Friedrichsthal mit folgenden Einzeldenkmalen: Herrenhaus (sogenanntes Schloss Friedrichsthal) mit erhöht gelegener Freiterrasse, ebenerdigem Wandbrunnen und seitlichen Freitreppen, im Winkel zum Herrenhaus angebautes Wohn- und Wirtschaftsgebäude mit Tordurchfahrt sowie Wasserkaskade und hölzerner Pavillon im Gutspark, außerdem Gutspark (Gartendenkmal) sowie Einfriedung mit zwei Torpfeilern und schmiedeeisernem Tor als Sachgesamtheitsteile – landschaftlich gestaltete Parkanlage mit Allee aus Kopflinden, drei Teichen mit Kaskade, Wegesystem und Treppen, pflanzlicher und baulicher Ausstattung, baugeschichtlich, ortsgeschichtlich und gartenkünstlerisch von Bedeutung. | 09304524 |
|                                         | Einzeldenkmale der Sachgesamtheit Vorwerk Friedrichsthal: Herrenhaus (sog. Schloss) mit erhöht gelegener Freiterrasse, Wandbrunnen und Freitreppen, im Winkel zum Herrenhaus angebautes Wohn- und Wirtschaftsgebäude mit Tordurchfahrt (Einzeldenkmal zu ID-Nr. 09304524) | Am Schloß 1 (Karte)                | Anfang 18. Jh. (Herrenhaus)                         | Einzeldenkmale der Sachgesamtheit Vorwerk Friedrichsthal: Herrenhaus (sog. Schloss) mit erhöht gelegener Freiterrasse, ebenerdigem Wandbrunnen und seitlichen Freitreppen, im Winkel zum Herrenhaus angebautes Wohn- und Wirtschaftsgebäude mit Tordurchfahrt sowie Wasserkaskade und hölzerner Pavillon im Gutspark – baugeschichtlich und ortsgeschichtlich von Bedeutung. | 09223828 |
| Direkt Bild zu diesem Denkmal hochladen | Wohnhaus | Giesensteiner Straße 7 (Karte)     | 1920er Jahre                                        | zeittypischer Putzbau mit Klinkerzier und Stufengiebel, baugeschichtlich von Bedeutung. | 09223832 |
| Direkt Bild zu diesem Denkmal hochladen | Wohnhaus | Giesensteiner Straße 16 (Karte)    | um 1800                                             | Obergeschoss Fachwerk verputzt, baugeschichtlich von Bedeutung. | 09223833 |
| Direkt Bild zu diesem Denkmal hochladen | Wohnhaus | Giesensteiner Straße 22 (Karte)    | bez. 1892                                           | malerischer Putzbau mit Turm, in der Wetterfahne bezeichnet 1892, baugeschichtlich von Bedeutung. | 09223834 |
| Direkt Bild zu diesem Denkmal hochladen | Sachgesamtheit Kirche und Kirchhof Berggießhübel mit Einzeldenkmalen: Kirche, Grufthaus, Einfriedung und Stützmauer (ID-Nr. 09223839) sowie Kirchhof | Kirchberg 4a (Karte)               | 19. Jh.                                             | Sachgesamtheit Kirche und Kirchhof Berggießhübel mit folgenden Einzeldenkmalen: Kirche, Grufthaus, Einfriedung und Stützmauer (Einzeldenkmal ID-Nr. 09223839) sowie Kirchhof und Obstgarten (Gartendenkmale) – flach gedeckte Saalkirche mit Westturm, Wetterfahne bezeichnet, Grufthaus für Friesen-Leyser, baugeschichtlich und ortsgeschichtlich von Bedeutung. | 09304517 |
| Weitere Bilder                          | Einzeldenkmale der Sachgesamtheit Kirche mit Kirchenausstattung und Kirchhof Berggießhübel: Kirche, Grufthaus, Einfriedung und Stützmauer (Einzeldenkmal zu ID-Nr. 09304517) | Kirchberg 4a (Karte)               | 1875–1876, bez. 1876                                | Einzeldenkmale der Sachgesamtheit Kirche und Kirchhof Berggießhübel: flach gedeckte Saalkirche, neugotischer Sandsteinbau mit eingezogenem Chor, 3/8 Schluss und Satteldach, durch Strebepfeiler und Treppengiebel gegliedert, Westturm, Wetterfahne bezeichnet, Grufthaus für Friesen-Leyser, baugeschichtlich und ortsgeschichtlich von Bedeutung. | 09223839 |
| Direkt Bild zu diesem Denkmal hochladen | Wohnhaus | Kirchberg 18 (Karte)               | Ende 18. Jh.                                        | Obergeschoss Fachwerk, Giebel verschiefert, baugeschichtlich von Bedeutung. Alte Fenster, sechsteiliges Schiebefenster. | 09223840 |
| Direkt Bild zu diesem Denkmal hochladen | Wohnhaus | Kirchberg 19 (Karte)               | Anfang 19. Jh.                                      | Obergeschoss Fachwerk verputzt, Giebel verschiefert, baugeschichtlich von Bedeutung. | 09223841 |
| Direkt Bild zu diesem Denkmal hochladen | Wohnhaus | Kirchberg 23 (Karte)               | Mitte 19. Jh.                                       | schlichter Putzbau mit Korbbogentür und Krüppelwalmdach, im Giebel Fachwerk, baugeschichtlich von Bedeutung. | 09223843 |
| Direkt Bild zu diesem Denkmal hochladen | Wohnhaus | Kirchberg 24 (Karte)               | um 1800                                             | Obergeschoss Fachwerk, baugeschichtlich von Bedeutung. | 09223844 |
| Direkt Bild zu diesem Denkmal hochladen | Wohnhaus | Kirchberg 28 (Karte)               | Anfang 19. Jh.                                      | Obergeschoss Fachwerk, Giebel verschiefert, baugeschichtlich von Bedeutung. | 09223847 |
| Direkt Bild zu diesem Denkmal hochladen | Wohnhaus | Kleine Gasse 1; 2 (Karte)          | Anfang 19. Jh.                                      | Obergeschoss Fachwerk verputzt, Giebel verschiefert, baugeschichtlich von Bedeutung. | 09223842 |
| Weitere Bilder                          | Ehem. Bahnhof Berggießhübel | Ladenberg 4 (Karte)                | 1880                                                | Ehem. Empfangsgebäude des Bahnhofs Berggießhübel der Eisenbahnstrecke Pirna-Berggießhübel-Gottleuba, heute Wohnhaus, schlichter, zeittypischer Putzbau, eisenbahngeschichtlich von Bedeutung, zweigeschossiger Putzbau. | 09223854 |
| Direkt Bild zu diesem Denkmal hochladen | Wegestein | Oberer Ladenberg (Karte)           | 19. Jh.                                             | erneuerte Sandsteinstele mit Inschriften, verkehrsgeschichtlich von Bedeutung. Quadratische Sandsteinstele, pyramidaler Abschluss, Inschriften: „Zwiesel“ Richtungspfeil links „Cotta“ Richtungspfeil links sowie „Zehista“ „Pirna 2 ST“ Richtungspfeil links. | 09304622 |
| Weitere Bilder                          | Bismarckturm auf der Panoramahöhe | Panoramahöhe (Karte)               | 1899–1901                                           | Mit Freitreppe und Einfriedung – quadratischer, sich nach oben verjüngender Aussichtsturm auf Rundpodest (aus Bruchstein mit Eckquaderung), gestiftet von Carl Eschebach (1842–1905), mit Aussichtsplattform und Inschrifttafel: »Ihrem verdienten Ehrenbürger und Stifter dieses Thurmes dem kgl. sächs. Geheimen Commerzienrath Herrn Carl Eschebach Die dankbare Stadt Berggießhübel«, baugeschichtlich und ortsgeschichtlich von Bedeutung. | 09223859 |
| Direkt Bild zu diesem Denkmal hochladen | Sandsteinbank mit Obelisk und Gedenktafel für Chr. F. Gellert und G. W. Rabener | Poetenweg                          |                                                     | ortsgeschichtlich von Bedeutung | 09223861 |
| Weitere Bilder                          | Hochwasserdenkmal mit Gedenkstein | Sebastian-Kneipp-Straße (Karte)    | 1937                                                | Sandsteinstele zum Gedenken an das Hochwasser 1927 (mit Relief und Inschrift), ortsgeschichtlich von Bedeutung. „Gedenket der Schreckensnacht des 8./9. Juli 1927–1988 Menschen ließen ihr Leben“. | 09223860 |
| Direkt Bild zu diesem Denkmal hochladen | Sachgesamtheit Kurhaus und Kurpark Berggießhübel mit Einzeldenkmalen: Kurhaus, ehem. Bahndamm mit Sandsteinbogenbrücke und Gartenhaus Charlottenhöhe (ID-Nr. 09223853), dazu der Kurpark (Fritzepark) | Sebastian-Kneipp-Straße 11 (Karte) | um 1930                                             | Sachgesamtheit Kurhaus und Kurpark Berggießhübel mit folgenden Einzeldenkmalen: Kurhaus, ehemaliger Bahndamm mit Sandsteinbogenbrücke östlich des Kurhauses, im Kurpark im Norden OdF-Gedenkstein und im Südosten Gartenhaus Charlottenhöhe, dazu der Kurpark in Hanglage (Gartendenkmal) mit Altbaumbestand – baugeschichtlich, ortsgeschichtlich, personengeschichtlich und gartenkünstlerisch von Bedeutung [Störelemente im Kurpark: Doppelwohnhaus Sebastian-Kneipp-Platz 1, 2 – Flurstücke 123a und 123b]. | 09300087 |
| Direkt Bild zu diesem Denkmal hochladen | Einzeldenkmale der Sachgesamtheit Kurhaus und Kurpark Berggießhübel: Kurhaus, ehemaliger Bahndamm mit Sandsteinbogenbrücke, im Kurpark OdF-Gedenkstein und Gartenhaus Charlottenhöhe (Einzeldenkmal zu ID-Nr. 09300087) | Sebastian-Kneipp-Straße 11 (Karte) | um 1930                                             | Einzeldenkmale der Sachgesamtheit Kurhaus und Kurpark Berggießhübel: Kurhaus, ehemaliger Bahndamm mit Sandsteinbogenbrücke östlich des Kurhauses, im Kurpark im Norden OdF-Gedenkstein und im Südosten Gartenhaus Charlottenhöhe, OdF-Gedenkstein mit Aufschrift, baugeschichtlich, ortsgeschichtlich und personengeschichtlich von Bedeutung. | 09223853 |
| Direkt Bild zu diesem Denkmal hochladen | Mehrfamilienhaus einer Siedlung | Siedlung 13; 14; 15; 16 (Karte)    | bez. 1928                                           | U-förmiger Wohnhauskomplex, mit Ladeneinbau und Torbogen, im Schlussstein bezeichnet 1928, baugeschichtlich von Bedeutung, vielteilige Dachzone. | 09223856 |
| Direkt Bild zu diesem Denkmal hochladen | Bethlehem-Stift (Pflegeheim) | Siedlung 57 (Karte)                | bez. 1905                                           | großer zweigeschossiger Putzbau mit Schmuckfachwerk im Giebel, zum Teil verbrettert, baugeschichtlich und ortsgeschichtlich von Bedeutung. | 09223855 |
| Weitere Bilder                          | Promenade | Talstraße (Karte)                  | um 1910                                             | von ortshistorischer und landschaftsgestaltender Bedeutung, vom Ortszentrum an der Gottleuba entlang zum Bad führende Promenade mit begleitender Allee aus geschnittenen Winter-Linden (Tilia cordata), Wege größtenteils in wassergebundener Decke, westlicher Abschnitt verändert mit Asphaltdecke. | 09305964 |
| Direkt Bild zu diesem Denkmal hochladen | Wohn- und Geschäftshaus mit Gedenktafel | Talstraße 1 (Karte)                | 1920er Jahre                                        | repräsentativer Putzbau mit übergiebeltem Eingangsvorbau und Mansardwalmdach, mit Gedenktafel für den Antifaschisten Paul Linde, baugeschichtlich und platzbildprägend von Bedeutung. Mansardwalmdach, turmartiger Vorbau. | 09223851 |

## Bahra
| Bild                                    | Bezeichnung     | Lage                                 | Datierung          | Beschreibung | ID       |
| --------------------------------------- | --------------- | ------------------------------------ | ------------------ | --- | -------- |
| Direkt Bild zu diesem Denkmal hochladen | Gasthof Bahra   | An der Bahra 11 (Karte)              | Mitte 19. Jh.      | breit gelagerter Putzbau mit Krüppelwalmdach, baugeschichtlich und ortsgeschichtlich von Bedeutung. | 09224426 |
| Direkt Bild zu diesem Denkmal hochladen | Bahrmühle Bahra | An der Bahra 19 (Karte)              | um 1820            | Bahrmühle Bahra mit Mühlenwohnhaus und Scheune – ehemalige Mahl- und Ölmühle, Lohstampfe und Mühlenwohnhaus, Schneidemühle mit Landwirtschaft, nach 1945 im Besitz von Franz Zimmermann (Zimmermannmühle), bis 1957 in Betrieb, ohne technische Anlagen, baugeschichtlich, regionalgeschichtlich und ortsgeschichtlich von Bedeutung. | 09224422 |
| Direkt Bild zu diesem Denkmal hochladen | Alte Schmiede   | Langenhennersdorfer Straße 1 (Karte) | 1. Hälfte 19. Jh.  | Alte Schmiede (jetzt Wohnhaus) – Obergeschoss Fachwerk, zum Teil verbrettert, baugeschichtlich von Bedeutung. | 09224420 |
| Direkt Bild zu diesem Denkmal hochladen | Jagdhaus        | Waldstraße 1 (Karte)                 | 1. Drittel 18. Jh. | Wohnhaus mit hinterem Anbau – Putzbau mit flachem Mittelrisalit, Krüppelwalmdach, baugeschichtlich von Bedeutung. Wohnhaus mit Mittelrisalit und Türbekrönung. | 09224424 |

## Börnersdorf
| Bild                                    | Bezeichnung | Lage                               | Datierung                                                                            | Beschreibung | ID       |
| --------------------------------------- | --- | ---------------------------------- | ------------------------------------------------------------------------------------ | --- | -------- |
| Direkt Bild zu diesem Denkmal hochladen | Sachgesamtheitsbestandteil der Sachgesamtheit Alte Dresden-Teplitzer Poststraße                                                                                 | Börnersdorf (Karte)                | 18. Jh. (Straße)                                                                     | Sachgesamtheitsbestandteil der Sachgesamtheit Alte Dresden-Teplitzer Poststraße: Straße im OT Börnersdorf – regionalgeschichtlich und verkehrsgeschichtlich von Bedeutung. | 09302534 |
|                                         | Kursächsische Postmeilensäule | Börnersdorf (Karte)                | 18. Jh.                                                                              | Kursächsische Postmeilensäulen (Sachgesamtheit). Postmeilensäule; Kopie einer Halbmeilensäule, verkehrsgeschichtlich von Bedeutung. Kopie einer Kursächsischen Halbmeilensäule aus Sandstein, mit verschiedenen Inschriften. „AR“, „nach Dohna 3 1/2 St.“, „nach Dresden 2 St.“ und Posthornzeichen, „1732“, seitlich ist die Reihennummer 14 angebracht, erneuert 1988. 2012 letztmals restauriert. | 09224780 |
|                                         | Kursächsische Postmeilensäule | Börnersdorf 23 (gegenüber) (Karte) | 18. Jh.                                                                              | Kursächsische Postmeilensäulen (Sachgesamtheit). Postmeilensäule; Viertelmeilenstein (Original), verkehrsgeschichtlich von Bedeutung. Viertelmeilenstein aus Sandstein mit verschiedenen Inschriften „AR“, „1732“ und dem Posthornzeichen, sowie die Reihennummer 15 (von Dresden aus gezählt); 1955 und 1978 restauriert.                                                                           | 09224782 |
|                                         | Gutsverwalterhaus und Toreinfahrt eines ehemaligen Rittergutes                                                                                                  | Börnersdorf 1 (Karte)              | 1815, Kern älter (Gutsverwalterhaus)                                                 | Gutsverwalterhaus und Toreinfahrt eines ehemaligen Rittergutes; lang gestreckter zweigeschossiger Putzbau mit Krüppelwalmdach und Dachreiter mit Uhr, mehrere Fledermausgaupen und Dachhecht, baugeschichtlich und ortsgeschichtlich von Bedeutung. | 09224789 |
| Direkt Bild zu diesem Denkmal hochladen | Wegestein | Börnersdorf 1d (gegenüber) (Karte) | 19. Jh. (Wegestein)                                                                  | Wegestein; am Ortsausgang, verwitterte Säule mit Inschriften, verkehrsgeschichtlich von Bedeutung. | 09300091 |
| Direkt Bild zu diesem Denkmal hochladen | Wohnstallhaus und Hofmauer mit Torbogen und Pforte | Börnersdorf 5 (Karte)              | Anfang 19. Jh. (Wohnstallhaus)                                                       | Wohnstallhaus und Hofmauer mit Torbogen und Pforte, daneben Inschrifttafel; verputzter Bruchsteinbau mit Krüppelwalmdach, baugeschichtlich und wirtschaftsgeschichtlich von Bedeutung. | 09224788 |
| Weitere Bilder                          | Sachgesamtheit Dorfkirche und Kirchhof Börnersdorf mit folgenden Einzeldenkmalen, dazu der Kirchhof mit Altbaumbestand und die Kopflindenallee (Gartendenkmale) | Börnersdorf 12 (Karte)             | 17.–19. Jh. (Kirchhof)                                                               | Sachgesamtheit Dorfkirche und Kirchhof Börnersdorf mit folgenden Einzeldenkmalen: Kirche, Leichenhaus im Nordwesten und Einfriedung mit zweiflügeligem Kirchhofstor und Torpfeilern im Norden (Einzeldenkmale ID-Nr. 09224786), dazu der Kirchhof mit Altbaumbestand und die Kopflindenallee am Aufgang zur Kirche (Gartendenkmale); baugeschichtlich und ortsgeschichtlich von Bedeutung.           | 09304485 |
| Weitere Bilder                          | Kirche mit Kirchenausstattung, Leichenhaus im Nordwesten des Kirchhofs und Einfriedung mit zweiflügeligem Kirchhofstor (Einzeldenkmale zu ID-Nr. 09304485)      | Börnersdorf 12 (Karte)             | 1674 geweiht (Kirche); um 1830 (Grabmal); nach 1812 (Kanzelaltar); nach 1812 (Taufe) | Einzeldenkmale der Sachgesamtheit Dorfkirche und Kirchhof Börnersdorf: Kirche mit Kirchenausstattung, Leichenhaus im Nordwesten des Kirchhofs und Einfriedung mit zweiflügeligem Kirchhofstor und Torpfeilern im Norden – Saalkirche mit Nordturm und Polygonchor im Süden, baugeschichtlich und ortsgeschichtlich von Bedeutung.                                                                    | 09224786 |
| Direkt Bild zu diesem Denkmal hochladen | Wohnstallhaus eines Bauernhofes | Börnersdorf 13 (Karte)             | 2. Hälfte 19. Jh. (Wohnstallhaus)                                                    | Wohnstallhaus eines Bauernhofes; zweigeschossiger Putzbau mit verbrettertem Giebel, Eckquaderung, Sandsteinfenstergewände, Satteldach mit Schieferdeckung, baugeschichtlich von Bedeutung. | 09300093 |
| Direkt Bild zu diesem Denkmal hochladen | Wohnstallhaus und Auszugshaus eines Bauernhofes | Börnersdorf 15; 15c (Karte)        | Mitte 19. Jh. (Wohnstallhaus); bez. 1858 (Auszugshaus)                               | Wohnstallhaus und Auszugshaus eines Bauernhofes; Wohnstallhaus Obergeschoss z. T. Fachwerk, Auszugshaus verputzter Bruchsteinbau, im Türsturz bez. – baugeschichtlich und wirtschaftsgeschichtlich von Bedeutung. | 09224785 |
| Direkt Bild zu diesem Denkmal hochladen | Wohnstallhaus, Seitengebäude und Scheune eines Dreiseithofes | Börnersdorf 26 (Karte)             | 1. Hälfte 19. Jh., Kern womöglich älter (Dreiseithof)                                | Wohnstallhaus, Seitengebäude und Scheune eines Dreiseithofes, dazu Hofmauer mit Toreinfahrt und zwei Pforten sowie Teich; Wohnstallhaus Putzbau mit Satteldach, Scheune und Seitengebäude Obergeschoss Fachwerk verbrettert, baugeschichtlich und wirtschaftsgeschichtlich von Bedeutung. | 09224783 |
| Direkt Bild zu diesem Denkmal hochladen | Wohnstallhaus, Seitengebäude und Scheune eines Dreiseithofes | Börnersdorf 27 (Karte)             | 2. Hälfte 19. Jh. (Wohnstallhaus)                                                    | Wohnstallhaus, Seitengebäude und Scheune eines Dreiseithofes, dazu Hofmauer mit Toreinfahrt; Wohnstallhaus und Seitengebäude verputzte Bruchsteinbauten, im Giebel Zwillingsfenster, Satteldach, Scheune verbretterte Holzkonstruktion, baugeschichtlich und wirtschaftsgeschichtlich von Bedeutung.                                                                                                 | 09224784 |
| Direkt Bild zu diesem Denkmal hochladen | Ehemalige Schule | Börnersdorf 33 (Karte)             | 2. Hälfte 19. Jh. (Schule)                                                           | Ehemalige Schule; ohne Anbau, zweigeschossiger Putzbau mit Zwillingsfenster im Giebel, ortsgeschichtlich von Bedeutung. | 09224826 |
| Direkt Bild zu diesem Denkmal hochladen | Wohnstallhaus eines ehemaligen Bauernhofes | Börnersdorf 36 (Karte)             | 1. Hälfte 19. Jh. (Wohnstallhaus)                                                    | Wohnstallhaus eines ehemaligen Bauernhofes; verputztes Bruchsteinmauerwerk, Krüppelwalmdach, baugeschichtlich von Bedeutung. | 09224791 |
| Direkt Bild zu diesem Denkmal hochladen | Ehemaliges Spritzenhaus | Börnersdorf 36 (gegenüber) (Karte) | 2. Hälfte 19. Jh. (Spritzenhaus)                                                     | Ehemaliges Spritzenhaus; kleines Feuerwehrgerätehaus, zum Teil verbrettert, ortsgeschichtlich von Bedeutung. | 09224787 |
| Direkt Bild zu diesem Denkmal hochladen | Mord- und Sühnekreuz | Börnersdorf 41 (vor) (Karte)       | 15./16. Jh.                                                                          | Mord- und Sühnekreuz; ortsgeschichtlich von Bedeutung. | 09224792 |
| Direkt Bild zu diesem Denkmal hochladen | Wegestein | Börnersdorf 50 (bei) (Karte)       | 2. Hälfte 19. Jh. (Wegestein)                                                        | Wegestein; verkehrsgeschichtlich von Bedeutung. | 09300092 |

## Breitenau
| Bild                                    | Bezeichnung                                                                                      | Lage                         | Datierung                                                   | Beschreibung | ID       |
| --------------------------------------- | ------------------------------------------------------------------------------------------------ | ---------------------------- | ----------------------------------------------------------- | --- | -------- |
|                                         | Sachgesamtheitsbestandteil der Sachgesamtheit Alte Dresden-Teplitzer Poststraße                  | Breitenau (Karte)            | 18. Jh. (Straße)                                            | Sachgesamtheitsbestandteil der Sachgesamtheit Alte Dresden-Teplitzer Poststraße (ID-Nr. 09229999): Straße im OT Breitenau – regionalgeschichtlich und verkehrsgeschichtlich von Bedeutung. Anmerkung: Straßenabschnitt südlich der Autobahn A17. | 09227035 |
|                                         | Kursächsische Postmeilensäule                                                                    | Breitenau (Karte)            | bezeichnet 1732 (Ganzmeilensäule)                           | Kursächsische Postmeilensäulen (Sachgesamtheit). Postmeilensäule; Kopie einer Ganzmeilensäule, verkehrsgeschichtlich von Bedeutung. Die Kopie der Ganzmeilensäule (bez. 1732) wurde aus Sandstein hergestellt und weist die Inschriften „Nach Toeplitz 4 1/2 St.“ auf der einen Seite und auf der anderen Seite „Nach Dohna 4 1/2 St. Nach Dreßden 8 St.“ sowie die Reihennummer 16 (Zählung von Dresden aus) auf. Die Spitze wurde 1985 erneuert und wieder aufgestellt. Als Bestandteil des oben beschriebenen Vermessungssystems kommt auch diesem Stein eine große verkehrsgeschichtliche Bedeutung zu. | 09224815 |
| Direkt Bild zu diesem Denkmal hochladen | Meiselmühle                                                                                      | Breitenau (Karte)            | 2. Hälfte 19. Jh.                                           | Mühle mit Anbau, erhaltene Mühlentechnik und Mühlgraben – Sägemühle mit Wasserantrieb, heute ruinös, baugeschichtlich und technikgeschichtlich von Bedeutung. | 09224824 |
| Direkt Bild zu diesem Denkmal hochladen | Scheune eines Dreiseithofes                                                                      | Breitenau 4 (Karte)          | 4. Viertel 19. Jh.                                          | beeindruckend großer Putzbau mit Einfahrten an beiden Giebelseiten außerhalb des Hofes, zwei große Toreinfahrten auf der Hofseite, Giebel mit Zwillingsfenster und Oculi, Satteldach, baugeschichtlich und wirtschaftsgeschichtlich von Bedeutung. Zweigeschossiger Massivbau. | 09224810 |
| Direkt Bild zu diesem Denkmal hochladen | Ehem. Erbgericht                                                                                 | Breitenau 8 (Karte)          | 2. Hälfte 19. Jh.                                           | Wohnstallhaus und nördliche Scheune eines ehemaligen Dreiseithofes – lang gestrecktes Wohn- und Gaststättenhaus: schlichter Putzbau mit Satteldach, Scheune Obergeschoss Fachwerk verbrettert, südliche Scheune Abbruch, baugeschichtlich und ortsgeschichtlich von Bedeutung. Poststraße nach Teplitz führt über den Erbgerichtshof. | 09224813 |
| Direkt Bild zu diesem Denkmal hochladen | Zwei Mord- und Sühnekreuze und ein Wegestein                                                     | Breitenau 8 (bei) (Karte)    | 15./16. Jh.                                                 | ortsgeschichtlich und verkehrsgeschichtlich von Bedeutung. Wegestein: Sandstein, ca. 1,50 m hoch, Kronenabschluss, abgesetzter umlaufender Schriftspiegel mit Inschriften und Richtungsweisern, Säule am Sockel abgebrochen. | 09224814 |
|                                         | Mord- und Sühnekreuz                                                                             | Breitenau 9 (bei) (Karte)    | 15./16. Jh.                                                 | ortsgeschichtlich von Bedeutung | 09224802 |
| Direkt Bild zu diesem Denkmal hochladen | Wohnstallhaus, Auszugshaus und Scheune eines Dreiseithofes sowie Hofmauer mit Toreinfahrt        | Breitenau 10 (Karte)         | bez. 1868, Wohnstallhaus älter                              | Wohnstallhaus Obergeschoss zum Teil Fachwerk verputzt, Auszugshaus mit Inschrifttafel, bezeichnet, baugeschichtlich und wirtschaftsgeschichtlich von Bedeutung. Kastanie an der Einfahrt. | 09224801 |
| Direkt Bild zu diesem Denkmal hochladen | Wohnstallhaus                                                                                    | Breitenau 11 (Karte)         | bez. 1880                                                   | zeittypischer Putzbau mit Zwillingsfenster im Giebel, Satteldach, baugeschichtlich von Bedeutung. | 09224816 |
| Direkt Bild zu diesem Denkmal hochladen | Wohnstallhaus und Seitengebäude eines Bauernhofes sowie Hofmauer mit Toreinfahrt                 | Breitenau 16 (Karte)         | 3. Viertel 19. Jh.                                          | schlichte Putzbauten mit Satteldach, baugeschichtlich und wirtschaftsgeschichtlich von Bedeutung. Scheune Streichung 2006. | 09224819 |
| Direkt Bild zu diesem Denkmal hochladen | Gasthof Breitenau                                                                                | Breitenau 17 (Karte)         | 2. Hälfte 19. Jh.                                           | lang gestrecktes Gaststättengebäude mit drei überdachten Eingängen, Stockgesimse, Sandsteinfenstergewände, Walmdach mit mittigem Dachhäuschen, baugeschichtlich und ortsgeschichtlich von Bedeutung. | 09224827 |
| Direkt Bild zu diesem Denkmal hochladen | Wohnstallhaus, Scheune und Schuppen eines Dreiseithofes sowie Auffahrt                           | Breitenau 24 (Karte)         | Bezeichnet mit 1836                                         | Nahezu authentisch erhaltener Hof, baugeschichtlich und dorfbildprägend von Bedeutung | 09307510 |
| Direkt Bild zu diesem Denkmal hochladen | Wohnstallhaus und Scheune eines Dreiseithofes, dazu Hofmauer mit Toreinfahrt und Feuerlöschteich | Breitenau 32 (Karte)         | 2. Hälfte 19. Jh.                                           | Wohnstallhaus Obergeschoss Fachwerk verbrettert, Scheune verbretterte Holzkonstruktion, baugeschichtlich und wirtschaftsgeschichtlich von Bedeutung. Auszugshaus kein Denkmal, stark verändert. | 09224818 |
| Weitere Bilder                          | Kirche und Kirchhof Breitenau                                                                    | Breitenau 33 (Karte)         | bez. 1817                                                   | Kirche Breitenau mit Kirchenausstattung, Kirchhof und Einfriedung sowie Kirchhofstor mit zwei flankierenden Linden und Napoleoneiche (Gartendenkmale) – Saalkirche mit Polygonchor und Westturm, Rundbogentür im Schlussstein bezeichnet, baugeschichtlich und ortsgeschichtlich von Bedeutung. | 09224798 |
| Direkt Bild zu diesem Denkmal hochladen | Pfarrhaus                                                                                        | Breitenau 34 (Karte)         | 1813–1819                                                   | Putzbau mit Stockgesims, flacher Mittelrisalit, Satteldach, baugeschichtlich und ortsgeschichtlich von Bedeutung. | 09224797 |
| Direkt Bild zu diesem Denkmal hochladen | Denkmal für die Gefallenen des Ersten Weltkrieges                                                | Breitenau 34 (neben) (Karte) | bez. 1921 (Kriegerdenkmal)                                  | innerhalb einer Grünanlage, ortsgeschichtlich von Bedeutung, auf Postament mit Malteserkreuzbekrönung. | 09224796 |
| Direkt Bild zu diesem Denkmal hochladen | Östliches Auszugshaus und Scheune eines Dreiseithofes, dazu Hofmauer mit Toreinfahrt und Pforte  | Breitenau 37 (Karte)         | um 1850                                                     | Auszugshaus Putzbau mit Zwillingsfenster im Giebel, Scheune verbretterte Holzkonstruktion, baugeschichtlich und wirtschaftsgeschichtlich von Bedeutung. | 09224803 |
| Direkt Bild zu diesem Denkmal hochladen | Wohnstallhaus eines ehemaligen Dreiseithofes                                                     | Breitenau 39 (Karte)         | bez. 1888                                                   | Wohnstallhaus schlichter Putzbau mit Sandsteingewänden, Satteldach, baugeschichtlich und wirtschaftsgeschichtlich von Bedeutung. Nördliches Seitengebäude zu großen Teilen abgebrochen. | 09224805 |
| Direkt Bild zu diesem Denkmal hochladen | Wohnstallhaus eines ehemaligen Dreiseithofes                                                     | Breitenau 40 (Karte)         | lt. Auskunft 1897                                           | schlichter Putzbau mit Sandsteingewänden, Zwillingsfenster im Giebel, Satteldach, baugeschichtlich von Bedeutung. | 09224806 |
| Direkt Bild zu diesem Denkmal hochladen | Wohnstallhaus und Scheune eines Hakenhofes                                                       | Breitenau 41 (Karte)         | Mitte 19. Jh.                                               | Wohnstallhaus Obergeschoss Fachwerk verbrettert, baugeschichtlich und wirtschaftsgeschichtlich von Bedeutung. Wohnstallhaus im Erdgeschoss massiv und verputzt, Obergeschoss und Giebel verbrettert. Fenster zum Teil verändert. | 09224808 |
| Direkt Bild zu diesem Denkmal hochladen | Wohnstallhaus                                                                                    | Breitenau 41b (Karte)        | 1. Hälfte 19. Jh.                                           | Wohnteil Obergeschoss Fachwerk, Stallteil später aufgestockt, baugeschichtlich und sozialgeschichtlich von Bedeutung. Wohnstallhaus liegt direkt an der Straße, massives Erdgeschoss, Fachwerk im Obergeschoss, ehemals Strohdach (Auskunft). Stallgebäude ca. 1945 aufgestockt. | 09224807 |
| Weitere Bilder                          | Wohnmühlenhaus                                                                                   | Walddörfchen 3b (Karte)      | Bezeichnet mit 1812, Kern womöglich älter                   | Putzbau mit steilem Satteldach, bau- und ortsgeschichtlich von Bedeutung | 09223776 |
|                                         | Wohnstallhaus und Scheune eines Zweiseithofes, davor Feldstein-Trockenmauer                      | Walddörfchen 4 (Karte)       | Bezeichnet mit 1877 (Wohnstallhaus); 1930er Jahre (Scheune) | Wohnstallhaus Putzbau mit Sandsteinfenstergewänden, Satteldach, bau- und wirtschaftsgeschichtlich von Bedeutung | 09223774 |

## Gottleuba
| Bild                                    | Bezeichnung  | Lage                       | Datierung | Beschreibung | ID       |
| --------------------------------------- | ------------ | -------------------------- | --------- | --- | -------- |
| Direkt Bild zu diesem Denkmal hochladen | Wäschemangel | Pirnaer Straße 10a (Karte) | Nach 1860 | Kastenmangel mit Elektromotor der Mangelfabrik L. A. Thomas, Großröhrsdorf, von hauswirtschafts- und technikgeschichtlicher Bedeutung. | 09307043 |

## Hellendorf
| Bild                                    | Bezeichnung                                                          | Lage                             | Datierung                         | Beschreibung | ID       |
| --------------------------------------- | -------------------------------------------------------------------- | -------------------------------- | --------------------------------- | --- | -------- |
| Direkt Bild zu diesem Denkmal hochladen | Ehem. Griesbachmühle                                                 | Dorfstraße 41b (Karte)           | um 1900                           | Mühlgebäude über winkligem Grundriss – später Knopf-, dann Reißverschlussfabrik, Putzbau mit Drempel, Natursteingewände, Satteldach, baugeschichtlich und ortsgeschichtlich von Bedeutung, mit Gesimsbändern. | 09223807 |
| Direkt Bild zu diesem Denkmal hochladen | Gutsverwalterhaus eines Hammergutes                                  | Dorfstraße 46 (Karte)            | bez. 1805                         | errichtet als Gutshaus des Hammergutes Cratza, lang gestreckter Putzbau mit Korbbogentür, im Schlussstein bezeichnet, baugeschichtlich und ortsgeschichtlich von Bedeutung. | 09223805 |
| Direkt Bild zu diesem Denkmal hochladen | Kretzschmarmühle Hellendorf                                          | Dorfstraße 48 (Karte)            | bez. 1815                         | Wohnmühlengebäude mit zwei Anbauten, westlicher, frei stehender Scheune sowie hölzernem Nebengebäude (Schuppen) jenseits der Straße, dazu Mühlentechnik, Mühlgraben und Backofen – ehemalige Getreide- oder Mahl- und Sägemühle mit einer rückwärtigen Radkammer, Kernbau verputzt mit Krüppelwalmdach, in der Fassade bezeichnet, innen Backofen, jüngere massive Anbau ebenfalls verputzt, mit Drempel und Satteldach, andere Anbau im Obergeschoss verbrettert, gut 200 Jahre alte Mahlmühle mit technischer Ausstattung, baugeschichtlich und ortsgeschichtlich von Bedeutung.                  | 09223803 |
| Direkt Bild zu diesem Denkmal hochladen | Wohnhaus                                                             | Gottleubaer Straße 39 (Karte)    | bez. 1790                         | Obergeschoss vermutlich Fachwerk, verputzt, Korbbogentür im Schlussstein bezeichnet, baugeschichtlich von Bedeutung. | 09223809 |
| Direkt Bild zu diesem Denkmal hochladen | Kriegerdenkmal für die Gefallenen des Ersten und Zweiten Weltkrieges | Grenzlandstraße (Karte)          | nach 1918 (Kriegerdenkmal)        | ortsgeschichtlich von Bedeutung | 09223813 |
| Direkt Bild zu diesem Denkmal hochladen | Wohnhaus                                                             | Grenzlandstraße 3 (Karte)        | wohl 18. Jh.                      | Obergeschoss Fachwerk, ohne jüngere Erweiterungsbauten, baugeschichtlich von Bedeutung. | 09223810 |
| Direkt Bild zu diesem Denkmal hochladen | Wohnstallhaus                                                        | Grenzlandstraße 7 (Karte)        | um 1800                           | Obergeschoss Fachwerk verputzt, baugeschichtlich von Bedeutung. | 09223811 |
| Direkt Bild zu diesem Denkmal hochladen | Wohnstallhaus und Scheune eines Zweiseithofes                        | Grenzlandstraße 10; 11 (Karte)   | 1. Hälfte 19. Jh., Scheune jünger | lang gestrecktes Wohnstallhaus vermutlich Obergeschoss Fachwerk, verputzt, Scheune verbretterte Holzkonstruktion, baugeschichtlich und wirtschaftsgeschichtlich von Bedeutung. | 09223812 |
| Direkt Bild zu diesem Denkmal hochladen | Wohnstallhaus                                                        | Grenzlandstraße 19 (Karte)       | 2. Hälfte 19. Jh.                 | Putzbau mit Drempel und Zwillingsfenster im Giebel, Sandsteinfenstergewände, Satteldach, baugeschichtlich von Bedeutung. | 09223826 |
| Direkt Bild zu diesem Denkmal hochladen | Bogenbrücke über den Mordgrundbach                                   | Grenzlandstraße 25 (bei) (Karte) | bez. 1898                         | Sandstein, baugeschichtlich von Bedeutung. | 09223823 |
| Direkt Bild zu diesem Denkmal hochladen | Wohnhaus und Gartenlaube                                             | Grenzlandstraße 31 (Karte)       | 1. Hälfte 19. Jh.                 | Wohnhaus Obergeschoss Fachwerk verschiefert, Heuluke im Giebel, kleine hölzerne Gartenlaube, baugeschichtlich von Bedeutung. | 09223825 |
| Direkt Bild zu diesem Denkmal hochladen | Wohnhaus                                                             | Grenzlandstraße 32 (Karte)       | Anfang 19. Jh.                    | Obergeschoss Fachwerk, baugeschichtlich von Bedeutung. | 09223816 |
| Direkt Bild zu diesem Denkmal hochladen | Wohnstallhaus                                                        | Grenzlandstraße 34 (Karte)       | um 1800                           | Obergeschoss Fachwerk verbrettert, baugeschichtlich von Bedeutung. | 09223814 |
| Weitere Bilder                          | Rundplatz; sog. Grenzsäule Hellendorf                                | Rundteil (Karte)                 | nach 1936                         | Olympia-Gedenkstein und von zwei Reihen Bäumen gesäumter Rundplatz mit Sandsteinsockeln; Gedenkstein für olympischen Fackellauf 1936 östlich der Straße, geschichtlich von Bedeutung, zudem darin befindliche Postmeilensäule (siehe auch Obj. 09307292) als Markierung des Grenzübergangs von Bedeutung. Westlich der Straße: Sonderform einer Ganzmeilensäule, als „Grenzsäule“ bezeichnet. Östlich der Straße: Gedenkstein für den olympischen Fackellauf von 1936, aufgestellt 1956 anlässlich der Olympischen Spiele in Melbourne; geschichtliche Bedeutung als Markierung des Grenzübergangs. | 09223822 |
| Weitere Bilder                          | Kursächsische Ganzmeilensäule Hellendorf                             | Rundteil (Karte)                 | 1820                              | Sonderform einer Ganzmeilensäule (als »Grenzsäule« bezeichnet) westlich der Straße (innerhalb des Rundplatzes Obj.09223822), geschichtliche Bedeutung als Markierung des Grenzübergangs. Teil der Sachgesamtheit Kursächsische Postmeilensäulen (siehe auch Sachgesamtheitsdokument Obj. 09304826). | 09307292 |

## Hennersbach
| Bild                                    | Bezeichnung                                                  | Lage                        | Datierung         | Beschreibung | ID       |
| --------------------------------------- | ------------------------------------------------------------ | --------------------------- | ----------------- | --- | -------- |
| Direkt Bild zu diesem Denkmal hochladen | Spritzenhaus                                                 | Hennersbach 2 (bei) (Karte) | 1. Hälfte 19. Jh. | kleiner frei stehender Putzbau, Zeugnis für das Feuerwehrwesen früherer Zeiten, ortsgeschichtlich von Bedeutung. | 09224794 |
| Direkt Bild zu diesem Denkmal hochladen | Wohnhaus                                                     | Hennersbach 3 (Karte)       | 2. Hälfte 19. Jh. | verputzter Bruchsteinbau mit Drempel und Satteldach, baugeschichtlich von Bedeutung. | 09300097 |
| Direkt Bild zu diesem Denkmal hochladen | Wohnhaus                                                     | Hennersbach 11b (Karte)     | 2. Hälfte 19. Jh. | Obergeschoss traufseitig vermutlich Fachwerk, verputzt, Giebel verschiefert, baugeschichtlich von Bedeutung. | 09300096 |
| Direkt Bild zu diesem Denkmal hochladen | Wohnstallhaus, Seitengebäude und Scheune eines Dreiseithofes | Hennersbach 12 (Karte)      | Mitte 19. Jh.     | Wohnstallhaus Putzbau über winkligem Grundriss, Satteldach, Seitengebäude und Scheune Erdgeschoss Bruchstein verputzt, Obergeschoss verbrettert, baugeschichtlich und wirtschaftsgeschichtlich von Bedeutung. Scheune und Seitengebäude zum Teil verbrettert. | 09224793 |

## Langenhennersdorf
| Bild                                    | Bezeichnung | Lage | Datierung                  | Beschreibung | ID       |
| --------------------------------------- | --- | --- | -------------------------- | --- | -------- |
| Direkt Bild zu diesem Denkmal hochladen | Wegestein | (Karte)                                                                                                  | 19. Jh.                    | Sandsteinsäule mit außergewöhnlichem gezackten Abschluss, verkehrsgeschichtlich von Bedeutung. Sandsteinsäule quadratisch, Säulenkopf mit Kehlen von der Säulenmitte zu den Längsseiten, Säulenecken daher zackenartig abschließend, Inschriftenspiegel auf (mind.) Seiten. | 09304627 |
| Direkt Bild zu diesem Denkmal hochladen | Wegestein | (Karte)                                                                                                  | 19. Jh.                    | Sandsteinsäule, aufwendig gestaltet mit eingetieften Inschriftentafeln, verwittert und teilweise zerstört, von Stützgestell gehalten, verkehrsgeschichtlich von Bedeutung. Quadratische Sandsteinsäule, eingetiefte Inschriftentafeln, Inschriften, verwittert, Stützgestell bestehend aus vier miteinander verschraubten Eisenträgern. | 09224381 |
| Direkt Bild zu diesem Denkmal hochladen | Eisenbahnbrücke | (Karte)                                                                                                  | 1880                       | von besonderem technikgeschichtlichen Wert. Ingenieur Claus Koepcke (1831–1911) baute bei dieser Brücke zum ersten Mal (Sandstein-)Gelenke ein. | 09229968 |
| Direkt Bild zu diesem Denkmal hochladen | Denkmal für die Gefallenen des Ersten Weltkrieges | Am Berg (Karte)                                                                                          | nach 1918 (Kriegerdenkmal) | Sandsteinquader mit Deckplatte und Aufsatz, ortsgeschichtlich von Bedeutung. | 09224375 |
| Weitere Bilder                          | Kirche und Kirchhof Langenhennersdorf | Am Berg (Karte)                                                                                          | 1794–1795, Kernbau älter   | Kirche Langenhennersdorf mit Kirchenausstattung, Kirchhof, ein Grabmal an der südlichen Kirchenwand, zwei Grufthäuser und Kirchhofsmauer mit zwei Torpfeilern – Saalkirche mit Krüppelwalmdach und hölzernem Dachreiter (Wetterfahne bezeichnet 1865 und 1904), ein Grufthaus bezeichnet 1867, baugeschichtlich und ortsgeschichtlich von Bedeutung. | 09224376 |
| Direkt Bild zu diesem Denkmal hochladen | Pfarrhaus | Am Berg 1 (Karte)                                                                                        | um 1900                    | Putzbau mit repräsentativem Portal und Farbglasfenstern, baugeschichtlich und ortsgeschichtlich von Bedeutung. Sockel, Stockgesimse, Dachüberstände. | 09224377 |
| Direkt Bild zu diesem Denkmal hochladen | Schulgebäude | Am Berg 5 (Karte)                                                                                        | 1908                       | zeittypischer Putzbau mit Dachreiter, erhöht gelegen, baugeschichtlich und ortsgeschichtlich von Bedeutung. | 09224378 |
| Direkt Bild zu diesem Denkmal hochladen | Eisenbahnbrücke | An der Waldburg 8 (bei) (Karte)                                                                          | 1927–1928                  | Stampfbetonbrücke der Bahnstrecke Pirna–Gottleuba (6603; sä. PGl, auch Gottleubatalbahn), eisenbahn- und technikgeschichtlich von Bedeutung | 09306719 |
| Weitere Bilder                          | Sachgesamtheit Rittergut Langenhennersdorf mit Einzeldenkmalen: nördliches Herrenhaus über winkligem Grundriss, östlicher, südlicher und westlicher Wirtschaftsflügel (ID-Nr. 09224382), Allee (Gartendenkmal) sowie Wirtschaftshof, als Sachgesamtheitsteile | Bahraer Straße 2a (Karte)                                                                                | 18. Jh., Kernbau älter     | Sachgesamtheit Rittergut Langenhennersdorf mit folgenden Einzeldenkmalen: nördliches Herrenhaus über winkligem Grundriss, östlicher, südlicher und westlicher Wirtschaftsflügel, bestehend aus fünf Gebäuden, Allee (Gartendenkmal) sowie Wirtschaftshof, nördliche Toreinfahrt mit zwei Torpfeilern und Gitter als Sachgesamtheitsteile – baugeschichtlich und ortsgeschichtlich von Bedeutung. Allee: Rotdorn-Allee (Crataegus spec.) östlich des Herrenhauses vom Zufahrtstor nach Süden zum Wirtschaftshof führend (ehemalige Zufahrt). | 09304530 |
| Weitere Bilder                          | Einzeldenkmale der Sachgesamtheit Rittergut Langenhennersdorf: Herrenhaus über winkligem Grundriss, Wirtschaftsflügel, bestehend aus fünf Gebäuden sowie Toreinfahrt mit zwei Torpfeilern und Gitter (Einzeldenkmal zu ID-Nr. 09304530)                       | Am Sportplatz 2 (Karte)                                                                                  | 18. Jh., Kernbau älter     | Einzeldenkmale der Sachgesamtheit Rittergut Langenhennersdorf: Herrenhaus mit Lisenengliederung und Mansardwalmdach, baugeschichtlich und ortsgeschichtlich von Bedeutung. Winkelförmige Anlage wohl des 16. Jh., im 18. Jh. umgestaltet, mit Lisenengliederung (Dehio Sachsen I, 1996). | 09224382 |
| Direkt Bild zu diesem Denkmal hochladen | Wohnhaus | An der Waldburg 5 (neben) (Karte)                                                                        | um 1900                    | Putzbau mit weitem Dachüberstand und Holzziergiebel, baugeschichtlich von Bedeutung. Dachüberstände | 09224398 |
| Direkt Bild zu diesem Denkmal hochladen | Gasthaus „Zur Waldburg“ | An der Waldburg 12 (Karte)                                                                               | um 1900                    | Putzbau mit flachem Seitenrisalit, Stuckornamentik und Holzziergiebel, baugeschichtlich und ortsgeschichtlich von Bedeutung. | 09224397 |
| Direkt Bild zu diesem Denkmal hochladen | Wohnhaus | Bahraer Straße 6 (Karte)                                                                                 | Ende 19. Jh.               | Putzbau mit flachem Mittelrisalit und Eckquaderung, Sandsteingewände, Drempel, Satteldach, baugeschichtlich von Bedeutung. | 09224392 |
| Direkt Bild zu diesem Denkmal hochladen | Ehemalige Betriebsberufsschule über nahezu H-förmigem Grundriss | Bahraer Straße 13a (Karte)                                                                               | 1957                       | zeittypisches Gebäude, Eingang mit floralen Reliefs (Tiere und Pflanzen, handgeformte Meißener Keramik, Entwurf Prof. Rudolf Sitte), weitgehend authentisch, baugeschichtlich und ortsgeschichtlich von Bedeutung. | 09300098 |
| Direkt Bild zu diesem Denkmal hochladen | Gasthof Forsthaus | Forsthaus 14 (Karte)                                                                                     | Ende 19. Jh.               | Gasthof mit südlichem Kopfbau – Putzbau mit übergiebeltem Mittelrisalit und Krüppelwalmdach, baugeschichtlich und ortsgeschichtlich von Bedeutung, in straßenbildprägender Lage. | 09224373 |
| Direkt Bild zu diesem Denkmal hochladen | Wohnstallhaus und Seitengebäude eines Gehöfts | Hauptstraße 3 (Karte)                                                                                    | Anfang 19. Jh.             | Wohnstallhaus Obergeschoss Fachwerk, Giebel verschiefert, Seitengebäude teils verbretterte Holzkonstruktion, teils massiv, baugeschichtlich von Bedeutung. | 09224396 |
| Direkt Bild zu diesem Denkmal hochladen | Wohnstallhaus | Hauptstraße 9 (Karte)                                                                                    | 1. Hälfte 19. Jh.          | Obergeschoss Fachwerk verbrettert, baugeschichtlich von Bedeutung. | 09224395 |
| Direkt Bild zu diesem Denkmal hochladen | Wohnstallhaus und Scheune eines Bauernhofes | Hauptstraße 15 (Karte)                                                                                   | 1. Hälfte 19. Jh.          | Wohnstallhaus Obergeschoss Fachwerk, Giebel verbrettert, Scheune verbretterte Holzkonstruktion, baugeschichtlich und wirtschaftsgeschichtlich von Bedeutung. | 09224394 |
| Direkt Bild zu diesem Denkmal hochladen | Wohnstallhaus und Seitengebäude eines Gehöfts | Hauptstraße 31 (Karte)                                                                                   | 1. Hälfte 19. Jh.          | Wohnstallhaus Obergeschoss Fachwerk, Giebel verbrettert, Seitengebäude massiv, baugeschichtlich und wirtschaftsgeschichtlich von Bedeutung. | 09224388 |
| Direkt Bild zu diesem Denkmal hochladen | Elf Bogenbrücken über den Langenhennersdorfer Bach und die Gottleuba | Hauptstraße 34 (vor); 36 (vor); 44 (vor); 56 (vor); 71 (hinter); 75 (hinter); 83 (bei); 91 (bei) (Karte) | 19. Jh.                    | baugeschichtlich und ortsbildprägend von Bedeutung. Bogenbrücken Pirnaer Straße 6 (hinter), 7 (bei) und Siedlung 2 (vor) führen über die Gottleuba, Hauptstraße 34 (vor), 36 (vor), 44 (vor), 56 (vor), 71 (hinter), 75 (hinter), 83 (bei), und 91 (bei) führen über den Langenhennersdorfer Bach, Bogenbrücke bei Nummer 40 Abbruch und Neubau. | 09224374 |
| Direkt Bild zu diesem Denkmal hochladen | Wohnstallhaus | Hauptstraße 36 (Karte)                                                                                   | Anfang 19. Jh.             | Obergeschoss zum Teil Fachwerk, Giebel verbrettert, baugeschichtlich von Bedeutung. | 09224387 |
| Direkt Bild zu diesem Denkmal hochladen | Wohnstallhaus und Scheune eines Zweiseithofes | Hauptstraße 39 (Karte)                                                                                   | lt. Auskunft 1858          | Wohnstallhaus Obergeschoss Fachwerk verbrettert, rückwärtige Traufseite verputzt, baugeschichtlich und wirtschaftsgeschichtlich von Bedeutung. | 09224390 |
| Direkt Bild zu diesem Denkmal hochladen | Nordöstliches Seitengebäude sowie südliche Scheune mit winkligem Anbau eines Vierseithofes | Hauptstraße 44 (Karte)                                                                                   | 1. Hälfte 19. Jh.          | nordöstliches Seitengebäude Obergeschoss Fachwerk, Scheune massiv, mit Lüftungsschlitzen und großen Toren, winkliger Anbau zum Teil verbrettert, baugeschichtlich und wirtschaftsgeschichtlich von Bedeutung. | 09224386 |
| Direkt Bild zu diesem Denkmal hochladen | Wohnhaus mit Einfriedung | Hauptstraße 46 (Karte)                                                                                   | um 1900                    | Putzbau mit übergiebeltem Mittelrisalit, baugeschichtlich von Bedeutung, Mittelrisalit, Dachüberstände. | 09224385 |
| Direkt Bild zu diesem Denkmal hochladen | Wohnhaus mit Einfriedung | Hauptstraße 51 (Karte)                                                                                   | Ende 19. Jh.               | Putzbau mit schlichten Gliederungselementen, Sandsteingewände, Satteldach, baugeschichtlich von Bedeutung. | 09224391 |
| Direkt Bild zu diesem Denkmal hochladen | Gasthof Langenhennersdorf | Hauptstraße 55 (Karte)                                                                                   | 19. Jh.                    | lang gestreckter Putzbau, eine Giebelseite mit Zwillingsfenster, Satteldach, baugeschichtlich von Bedeutung. | 09300099 |
| Direkt Bild zu diesem Denkmal hochladen | Wohnstallhaus eines ehemaligen Bauernhofes | Hauptstraße 56 (Karte)                                                                                   | bez. 1787                  | Obergeschoss Fachwerk, Galerie verbrettert, im Türsturz bezeichnet, baugeschichtlich von Bedeutung. | 09224384 |
| Direkt Bild zu diesem Denkmal hochladen | Wohnstallhaus, Auszugshaus und Scheune eines Dreiseithofes | Hauptstraße 58; 60 (Karte)                                                                               | 2. Hälfte 19. Jh.          | Wohnstallhaus Putzbau mit Sandsteingewänden, Drillingsfenster im Giebel, Auszugshaus Putzbau mit Sandsteingewänden, Zwillingsfenster im Giebel, Scheune zum Teil verbrettert, baugeschichtlich und wirtschaftsgeschichtlich von Bedeutung. | 09224383 |
| Direkt Bild zu diesem Denkmal hochladen | Wohnhaus | Hauptstraße 66 (Karte)                                                                                   | Ende 19. Jh.               | schlichter Bau mit Putzgliederung, baugeschichtlich von Bedeutung. | 09224393 |
| Direkt Bild zu diesem Denkmal hochladen | Wohnhaus und Seitengebäude | Hauptstraße 85 (Karte)                                                                                   | Anfang 19. Jh.             | Wohnhaus Obergeschoss Fachwerk, Giebel verbrettert, Seitengebäude unverputzte Sandsteinquader, Sandsteingewände, baugeschichtlich und wirtschaftsgeschichtlich von Bedeutung. | 09224371 |
| Direkt Bild zu diesem Denkmal hochladen | Wohnstallhaus eines Bauernhofes | Hauptstraße 91 (Karte)                                                                                   | bez. 1798                  | Obergeschoss Fachwerk verbrettert, Korbbogentür im Schlussstein bezeichnet, baugeschichtlich von Bedeutung. | 09224372 |
| Direkt Bild zu diesem Denkmal hochladen | Wohnstallhaus, Seitengebäude und Scheune eines Dreiseithofes | Hauptstraße 92 (Karte)                                                                                   | 4. Viertel 19. Jh.         | massives Wohnstallhaus mit Satteldach, Seitengebäude zum Teil verbrettert, Scheune verbretterte Holzkonstruktion, baugeschichtlich und wirtschaftsgeschichtlich von Bedeutung. | 09224380 |
| Direkt Bild zu diesem Denkmal hochladen | Mord- und Sühnekreuz | Hauptstraße 95 (bei) (Karte)                                                                             | 15./16. Jh.                | ortsgeschichtlich von Bedeutung | 09224369 |
| Direkt Bild zu diesem Denkmal hochladen | Wohnstallhaus und Scheune eines Bauernhofes, dazu drei Torpfeiler | Hauptstraße 107 (Karte)                                                                                  | Ende 19. Jh.               | Wohnhaus Putzbau mit Drempel, baugeschichtlich und wirtschaftsgeschichtlich von Bedeutung. | 09224365 |
| Direkt Bild zu diesem Denkmal hochladen | Wohnstallhaus | Hauptstraße 111 (Karte)                                                                                  | bez. 1821                  | Obergeschoss Fachwerk verputzt, zwei Korbbogentüren, eine im Schlussstein bezeichnet, baugeschichtlich von Bedeutung. | 09224366 |
| Direkt Bild zu diesem Denkmal hochladen | Wohnstallhaus, zwei Seitengebäude und Scheune eines Vierseithofes, dazu Einfriedung mit drei Torpfeilern | Hauptstraße 113 (Karte)                                                                                  | bez. 1883                  | Wohnstallhaus über der Tür bezeichnet, baugeschichtlich und wirtschaftsgeschichtlich von Bedeutung. Ein Seitengebäude mit hölzerner Galerie, zweites Seitengebäude mit schönen hölzernen Toren und kleinem Eingangsvorbau, hölzerner Unterstand mit Wetterfahne und Taubenschlag im Giebel. | 09224367 |
| Direkt Bild zu diesem Denkmal hochladen | Wohnhaus in offener Bebauung | Hauptstraße 121 (Karte)                                                                                  | um 1910                    | Putzbau mit übergiebeltem Mittelrisalit, Drempel, zwei spitzbogige Fenster im Giebel, baugeschichtlich von Bedeutung. | 09224399 |
| Direkt Bild zu diesem Denkmal hochladen | Wohnhaus | Hauptstraße 123 (Karte)                                                                                  | bez. 1898                  | historistischer Putzbau mit Schmuckgiebel, baugeschichtlich von Bedeutung. | 09224400 |
| Direkt Bild zu diesem Denkmal hochladen | Elf Bogenbrücken über den Langenhennersdorfer Bach und die Gottleuba | Pirnaer Straße 6 (hinter) (Karte)                                                                        | 19. Jh.                    | baugeschichtlich und ortsbildprägend von Bedeutung. Bogenbrücken Pirnaer Straße 6 (hinter), 7 (bei) und Siedlung 2 (vor) führen über die Gottleuba, Hauptstraße 34 (vor), 36 (vor), 44 (vor), 56 (vor), 71 (hinter), 75 (hinter), 83 (bei), und 91 (bei) führen über den Langenhennersdorfer Bach, Bogenbrücke bei Nummer 40 Abbruch und Neubau. | 09224374 |
| Direkt Bild zu diesem Denkmal hochladen | Elf Bogenbrücken über den Langenhennersdorfer Bach und die Gottleuba | Pirnaer Straße 7 (bei) (Karte)                                                                           | 19. Jh.                    | baugeschichtlich und ortsbildprägend von Bedeutung. Bogenbrücken Pirnaer Straße 6 (hinter), 7 (bei) und Siedlung 2 (vor) führen über die Gottleuba, Hauptstraße 34 (vor), 36 (vor), 44 (vor), 56 (vor), 71 (hinter), 75 (hinter), 83 (bei), und 91 (bei) führen über den Langenhennersdorfer Bach, Bogenbrücke bei Nummer 40 Abbruch und Neubau. | 09224374 |
| Direkt Bild zu diesem Denkmal hochladen | Elf Bogenbrücken über den Langenhennersdorfer Bach und die Gottleuba | Siedlung 2 (vor) (Karte)                                                                                 | 19. Jh.                    | baugeschichtlich und ortsbildprägend von Bedeutung. Bogenbrücken Pirnaer Straße 6 (hinter), 7 (bei) und Siedlung 2 (vor) führen über die Gottleuba, Hauptstraße 34 (vor), 36 (vor), 44 (vor), 56 (vor), 71 (hinter), 75 (hinter), 83 (bei), und 91 (bei) führen über den Langenhennersdorfer Bach, Bogenbrücke bei Nummer 40 Abbruch und Neubau. | 09224374 |

## Markersbach
| Bild                                    | Bezeichnung                                                                         | Lage                          | Datierung                    | Beschreibung | ID       |
| --------------------------------------- | ----------------------------------------------------------------------------------- | ----------------------------- | ---------------------------- | --- | -------- |
| Direkt Bild zu diesem Denkmal hochladen | Dampfsäge- und Hobelwerk Kurt Herzog (ehem. Mühle)                                  | Alter Weg 33 (Karte)          | 1. Hälfte 19. Jh.            | Müllerwohnhaus und Scheune einer ehemaligen Mühle – beide Gebäude Obergeschoss Fachwerk verbrettert, Krüppelwalmdächer, baugeschichtlich und ortsgeschichtlich von Bedeutung. | 09223792 |
| Direkt Bild zu diesem Denkmal hochladen | Wohnstallhaus                                                                       | Alter Weg 42 (Karte)          | Anfang 19. Jh.               | Obergeschoss Fachwerk, verändert, baugeschichtlich von Bedeutung. | 09223795 |
| Direkt Bild zu diesem Denkmal hochladen | Scheune eines Bauernhofes                                                           | Alter Weg 48b (Karte)         | 19. Jh.                      | Sandstein, teilweise verputzt, Giebel verbrettert, baugeschichtlich und wirtschaftsgeschichtlich von Bedeutung. | 09223796 |
| Direkt Bild zu diesem Denkmal hochladen | Wohnstallhaus und Scheune eines Gehöfts                                             | Am Taubenherd 2 (Karte)       | um 1780                      | Wohnstallhaus Obergeschoss Fachwerk, baugeschichtlich und wirtschaftsgeschichtlich von Bedeutung, zum Teil alte Fenster. | 09223797 |
| Direkt Bild zu diesem Denkmal hochladen | Ehem. Hammergut                                                                     | Buchenhain 34; 34a (Karte)    | 17. Jh.                      | Wohnstallhaus, Seitengebäude, Scheune und Schuppen eines Vierseithofes, dazu Brunnen und Hofmauer mit zwei Torpfeilern und Pforte – lang gestrecktes Wohnstallhaus mit Eisenkunstgussplatte über der Tür, massiv, Steingewände, Krüppelwalmdach, Scheune mit Durchfahrt, baugeschichtlich, ortsgeschichtlich und wirtschaftsgeschichtlich von Bedeutung. | 09223793 |
| Weitere Bilder                          | Dorfkirche Markersbach                                                              | Dorfstraße (Karte)            | Mitte 17. Jh.                | Kirche Markersbach mit Kirchenausstattung – kleine Saalkirche mit Uhrenturm als Dachreiter und östlichem Anbau, baugeschichtlich und ortsgeschichtlich von Bedeutung. | 09223800 |
| Direkt Bild zu diesem Denkmal hochladen | Pfarrhaus                                                                           | Dorfstraße 9 (Karte)          | Portal bez. 1724             | Putzbau mit aufwendigem Portal und Krüppelwalmdach, zwei Oculi im Giebel, baugeschichtlich und ortsgeschichtlich von Bedeutung. | 09223801 |
| Direkt Bild zu diesem Denkmal hochladen | Wohnstallhaus eines Zweiseithofes                                                   | Dorfstraße 16 (Karte)         | 2. Hälfte 18. Jh.            | Obergeschoss Fachwerk, baugeschichtlich von Bedeutung. | 09223786 |
| Direkt Bild zu diesem Denkmal hochladen | Wohnhaus                                                                            | Dorfstraße 20 (Karte)         | Anfang 19. Jh.               | Obergeschoss Fachwerk verbrettert, baugeschichtlich von Bedeutung. | 09223788 |
| Direkt Bild zu diesem Denkmal hochladen | Ehemaliges Forsthaus und drei Nebengebäude                                          | Dorfstraße 26; 26a (Karte)    | Ende 19. Jh.                 | Wohnhaus Ziegelbau, zum Teil verbrettert, eines der Nebengebäude aus Ziegel, zwei aus Holz, baugeschichtlich und ortsgeschichtlich von Bedeutung. Wohnhaus mit schönen Sandsteingewänden. | 09223789 |
| Direkt Bild zu diesem Denkmal hochladen | Wohnhaus                                                                            | Dorfstraße 32 (Karte)         | Anfang 19. Jh.               | Obergeschoss Fachwerk verbrettert, baugeschichtlich von Bedeutung. | 09223791 |
| Direkt Bild zu diesem Denkmal hochladen | Schulgebäude                                                                        | Dorfstraße 58 (Karte)         | 1928                         | Putzbau mit vorgezogenem Mittelteil und eingeschossigem Nebentrakt, baugeschichtlich und ortsgeschichtlich von Bedeutung. Bruchsteinsockel, Uhrenturm als Dachreiter. | 09223802 |
| Direkt Bild zu diesem Denkmal hochladen | Wohnstallhaus, Seitengebäude und Scheune im Winkel sowie Schuppen eines Bauernhofes | Mühlenweg 17 (Karte)          | innen bez. 1823, wohl jünger | Wohnstallhaus Putzbau mit Drempel, Seitengebäude und Scheune Obergeschoss Fachwerk verbrettert, baugeschichtlich und wirtschaftsgeschichtlich von Bedeutung. | 09223787 |
| Direkt Bild zu diesem Denkmal hochladen | Wohnhaus                                                                            | Rosenthaler Straße 31 (Karte) | um 1800                      | Obergeschoss Fachwerk verbrettert, baugeschichtlich von Bedeutung. | 09223790 |

## Oelsen
| Bild                                    | Bezeichnung                                                                                             | Lage                                   | Datierung                                 | Beschreibung | ID       |
| --------------------------------------- | --- | -------------------------------------- | ----------------------------------------- | --- | -------- |
|                                         | Steinkreuz                                                                                              | (Karte)                                | Spätmittelalter                           | spätmittelalterliches Weg-, Gedenk- oder Sühnekreuz, ortsgeschichtlich von Bedeutung. | 09224909 |
| Direkt Bild zu diesem Denkmal hochladen | Wegestein                                                                                               | (Karte)                                | 19. Jh.                                   | verkehrsgeschichtlich von Bedeutung. Sandstein, quadratischer Grundriss, flacher Abschluss, verwittert, Schriftspiegel kaum erkennbar, Löcher im oberen Teil einer Seite. | 09304625 |
| Direkt Bild zu diesem Denkmal hochladen | Wegestein                                                                                               | (Karte)                                | 19. Jh.                                   | verkehrsgeschichtlich von Bedeutung. Sandsteinsäule, quadratisch, flacher Abschluss, umlaufender eingetiefter Inschriftspiegel mit Inschriften. | 09223769 |
|                                         | Villa                                                                                                   | Bienhof 2 (Karte)                      | um 1900                                   | repräsentativer Putzbau mit Zierfachwerk, vorgesetzter oktogonaler Wintergarten mit Kuppel, baugeschichtlich von Bedeutung. Biberschwanzdeckung. | 09224916 |
|                                         | Bienhofmühle                                                                                            | Bienhof 3 (Karte)                      | bez. 1795                                 | Mühlgebäude, Wohnstallhaus und Scheune eines Mühlenanwesens, dazu Mühlteich – Mühlgebäude im Korbbogen bezeichnet 1795, verputzter Bruchsteinbau mit Mansarddach, Wohnstallhaus ehem. Gasthof, Inschrifttafel bezeichnet 1881, baugeschichtlich, ortsgeschichtlich und technikgeschichtlich von Bedeutung. Schieferdach, Gasthof bezeichnet „Erbaut von Eisoldt im Jahr 1881“, Sandsteingewände, originale Fenster, originale Inneneinrichtung.                                        | 09224915 |
| Direkt Bild zu diesem Denkmal hochladen | Wegestein                                                                                               | Mühlweg (Karte)                        | 19. Jh.                                   | verkehrsgeschichtlich von Bedeutung | 09304629 |
| Weitere Bilder                          | Kirche und Kirchhof Oelsen                                                                              | Oelsener Straße (Karte)                | Kern um 1600, bez. 1749                   | Kirche und Kirchhof Oelsen mit Kirchenausstattung, Einfriedung und Kirchhofstor, ein Grabmal, Denkmal für die Gefallenen des Ersten Weltkrieges und Gedenkstein für die Opfer des Faschismus – kleine Saalkirche, schlichter Bau mit gotischem Portal an der Nordseite, barocker Dachreiter, in der Wetterfahne bezeichnet 1749, baugeschichtlich und ortsgeschichtlich von Bedeutung.                                                                                                 | 09224896 |
|                                         | Reste einer Betsäule                                                                                    | Oelsener Straße (Karte)                | 17. Jh., evtl. jünger                     | regionalgeschichtlich von Bedeutung. | 09224907 |
| Direkt Bild zu diesem Denkmal hochladen | Wohnstallhaus mit integriertem Scheunenteil                                                             | Oelsener Straße 1a (Karte)             | Mitte 19. Jh.                             | Wohnhaus schlichter Putzbau mit gekuppeltem Zwillingsfenster im Giebel, baugeschichtlich von Bedeutung. Jüngerer Vorbau, Gewände in Sandstein, Fenster erhalten. | 09224900 |
| Direkt Bild zu diesem Denkmal hochladen | Wohnstallhaus, nördliche Scheune und Schuppen eines Bauernhofes                                         | Oelsener Straße 3 (Karte)              | 2. Hälfte 19. Jh.                         | Wohnstallhaus Putzbau mit Drempel, Sandsteingewände, Scheune und Schuppen verbrettert, baugeschichtlich und wirtschaftsgeschichtlich von Bedeutung. Sandsteingewände, Fenster zum Teil erhalten, im Obergeschoss verändert (aufgestockt), Hocheinfahrt auf der anderen Seite, Dach verändert. | 09224902 |
| Direkt Bild zu diesem Denkmal hochladen | Wohnhaus, Seitengebäude und Scheune eines Dreiseithofes, dazu Hofmauer mit Toreinfahrt und Bauerngarten | Oelsener Straße 4a (Karte)             | 1823 (Datierung in der Einfriedungsmauer) | Wohnhaus Putzbau mit Satteldach, Seitengebäude Obergeschoss zum Teil Fachwerk, Scheune Obergeschoss verbretterte Holzkonstruktion, baugeschichtlich und wirtschaftsgeschichtlich von Bedeutung. Bauerngarten mit Holzlattenzaun, Scheune verändert, seitliche Hocheinfahrt, Scheune mit Biberschwanzdeckung, Wohnhaus Giebelseite Fachwerk. | 09224903 |
| Direkt Bild zu diesem Denkmal hochladen | Wohnhaus mit Scheunenanbau                                                                              | Oelsener Straße 4b (Karte)             | Mitte 19. Jh.                             | lang gestreckter Bau, zum Teil verbrettert, Satteldach, baugeschichtlich und wirtschaftsgeschichtlich von Bedeutung. Zweigeschossiges Wohnhaus mit original verbrettertem Windfang, Sandsteingewände, Fensterläden, Fenster zum Teil erhalten, Scheune Erdgeschoss massiv, Obergeschoss verbrettert, im Inneren Türen erhalten. | 09224904 |
| Direkt Bild zu diesem Denkmal hochladen | Wohnhaus über winkligem Grundriss und Scheune eines Gehöfts                                             | Oelsener Straße 6 (Karte)              | um 1800                                   | Wohnhaus Obergeschoss Fachwerk verbrettert, Scheune verbretterte Holzkonstruktion, baugeschichtlich und wirtschaftsgeschichtlich von Bedeutung. Haustür mit Korbbogengewände, Giebelseite neu verbrettert. | 09224898 |
| Direkt Bild zu diesem Denkmal hochladen | Ehem. Rittergut Oelsen mit Herrenhaus, angrenzendem Wohnstallhaus und Wirtschaftsgebäude                | Oelsener Straße 9; 9c (bei) (Karte)    | 1809, Kern älter                          | Herrenhaus (mit Freitreppe), westlich angrenzendes Wohnstallhaus mit weiterem Wirtschaftsgebäude und Reste der Einfriedungsmauer mit Toreinfahrt (im Norden bei Nr. 9c) eines Rittergutes sowie Allee zum Erbgerichtshof (ID-Nr. 09224877) und Gutspark südlich des Herrenhauses (Gartendenkmal, mit altem Baumbestand, Ziersträuchern, Geophyten und Treppenanlage) – baugeschichtlich, ortsgeschichtlich und landschaftsgestaltend von Bedeutung, bis 1763 im Besitz der Fam. Bünau. | 09224901 |
| Direkt Bild zu diesem Denkmal hochladen | Wohnstallhaus                                                                                           | Oelsener Straße 12 (gegenüber) (Karte) | 2. Hälfte 19. Jh.                         | verputzter Bruchsteinbau mit Sandsteingewänden und Satteldach, baugeschichtlich von Bedeutung. In massiver Bauweise, die Giebelseiten mit Schlackensteinen, Sandsteingewände an den Fenstern, originale Fenster. | 09224905 |
| Direkt Bild zu diesem Denkmal hochladen | Wohnstallhaus mit Anbau                                                                                 | Oelsener Straße 13 (Karte)             | Mitte 19. Jh.                             | schlichter Putzbau mit Sandsteingewänden und Satteldach, baugeschichtlich von Bedeutung. Schieferdeckung. | 09224906 |
| Direkt Bild zu diesem Denkmal hochladen | Ehemalige Schule                                                                                        | Oelsener Straße 15 (Karte)             | Ende 19. Jh.                              | zweigeschossiger Putzbau mit Sandsteingewänden und Satteldach, ortsgeschichtlich von Bedeutung. Sandsteingewände, Fenster zum Teil erhalten, einige Fenster vermauert, rückwärtiger Anbau. | 09224897 |
| Direkt Bild zu diesem Denkmal hochladen | Wohnhaus                                                                                                | Oelsener Straße 18d (Karte)            | um 1940                                   | einfacher, eingeschossiger Putzbau, Giebel verbrettert, baugeschichtlich von Bedeutung. Fensterläden. | 09224891 |
| Direkt Bild zu diesem Denkmal hochladen | Wohnhaus mit Garten                                                                                     | Oelsener Straße 19b (Karte)            | 1930er Jahre                              | eingeschossiger Putzbau, sozialgeschichtlich von Bedeutung. Mit flachem Satteldach, Fensterläden, Schieferdach, Bauerngarten mit Holzlattenzaun, Garagenanbau, Giebel verbrettert, dort auch Fenster verändert, Dachhäuschen erneuert. | 09224892 |
| Direkt Bild zu diesem Denkmal hochladen | Pfarrhaus und Scheune                                                                                   | Oelsener Straße 20 (Karte)             | lt. Auskunft 1851                         | Pfarrhaus Putzbau mit profiliertem Portalgewände und Türverdachung, dazu Terrassenvorbau und Vortreppe, baugeschichtlich und ortsgeschichtlich von Bedeutung. Vortreppe mit Sandsteinpfosten, Reste der Gitteranlage, eine Hälfte der Scheune abgebrochen, Inneres des Pfarrhauses zum Teil noch mit originalen Türen, dazu Treppenhaus. | 09224895 |
| Direkt Bild zu diesem Denkmal hochladen | Bogenbrücke über den Oelsenbach                                                                         | Oelsener Straße 20 (bei) (Karte)       | 19. Jh.                                   | Bruchstein, baugeschichtlich von Bedeutung. Aus Bruchsteinmauerwerk geschichtet. | 09224893 |
| Direkt Bild zu diesem Denkmal hochladen | Ehem. Gasthaus Erbgericht                                                                               | Oelsener Straße 24 (Karte)             | 18. Jh., Kern älter                       | lang gestreckter Putzbau mit Stallteil, Wohnbereich mit Satteldach, Stallteil Krüppelwalmdach, baugeschichtlich und ortsgeschichtlich von Bedeutung. Straßenpflasterung vor dem Haus mit Teerbelag überzogen, Streichung 2014. | 09224877 |
| Direkt Bild zu diesem Denkmal hochladen | Ehem. Zollhaus (Zöllnerhaus)                                                                            | Oelsener Straße 30b (Karte)            | um 1905                                   | eingeschossiger Klinkerbau, Krüppelwalmdach mit vier Dachhäuschen, ortsgeschichtlich von Bedeutung. Krüppelwalmdach. | 09224879 |
| Direkt Bild zu diesem Denkmal hochladen | Wohnhaus                                                                                                | Oelsener Straße 30c (Karte)            | 1930er Jahre                              | Obergeschoss Fachwerk verbrettert, zeittypischer Bau in Holzbauweise, baugeschichtlich von Bedeutung. Sockelzone mit Massivstein, Erdgeschoss verputzt, Schieferdach, Zusammenhang mit Zolleinnehmerhaus (=30b). | 09224880 |
|                                         | Wegestein                                                                                               | Oelsener Straße 31c (bei) (Karte)      | 19. Jh.                                   | verkehrsgeschichtlich von Bedeutung. Sandsteinsäule, quadratisch, pyramidaler Abschluss, farblich abgesetzte Schriftspiegel mit Inschriften und Richtungspfeilen auf zwei Seiten. | 09224908 |
| Direkt Bild zu diesem Denkmal hochladen | Ehemaliges Wohnstallhaus eines Bauernhofes                                                              | Oelsener Straße 35 (Karte)             | Anfang 19. Jh.                            | Obergeschoss Fachwerk, Giebeldreieck verbrettert, Satteldach, baugeschichtlich von Bedeutung. Veränderungen Ende 19. Jh., Fachwerk nur Traufseite. | 09224887 |
| Direkt Bild zu diesem Denkmal hochladen | Südliches Seitengebäude eines Dreiseithofes                                                             | Oelsener Straße 36 (Karte)             | 2. Hälfte 19. Jh.                         | Bruchsteinsockel, darüber verbretterte Holzkonstruktion, Satteldach, sozialgeschichtlich von Bedeutung. Gekuppelte Rundbogenfenster an der Giebelseite von Scheune und Wohnhaus, zwei alte Linden flankieren ehem. Toreinfahrt. | 09224881 |
| Direkt Bild zu diesem Denkmal hochladen | Westliches Wohnstallhaus eines Bauernhofes                                                              | Oelsener Straße 39 (Karte)             | um 1800, verändert                        | Wohnstallhaus Obergeschoss Fachwerk, baugeschichtlich und wirtschaftsgeschichtlich von Bedeutung, nordwestliche Scheune Streichung 2014, kein ausreichender Denkmalwert. | 09224884 |
| Direkt Bild zu diesem Denkmal hochladen | Westliches Wohnstallhaus, östliches Seitengebäude und südliche Scheune eines Dreiseithofes              | Oelsener Straße 45 (Karte)             | 2. Hälfte 19. Jh.                         | Wohnstallhaus Putzbau mit Satteldach, Seitengebäude massiv, Scheune teilweise verbrettert, baugeschichtlich und wirtschaftsgeschichtlich von Bedeutung. Seitengebäude massiv, mit Wohnbereich und Stall. | 09224885 |

## Zwiesel
| Bild                                    | Bezeichnung  | Lage                          | Datierung | Beschreibung | ID       |
| --------------------------------------- | ------------ | ----------------------------- | --------- | --- | -------- |
| Direkt Bild zu diesem Denkmal hochladen | Zwieselmühle | An der Zwieselmühle 2 (Karte) | bez. 1787 | Winkeliges Mühlgebäude und nördlich daran anschließendes Seitengebäude eines Mühlenanwesens, dazu Mühlgraben und Mühlentechnik – Mühlengebäude Obergeschoss Fachwerk verputzt, Türschlussstein bezeichnet, baugeschichtlich und technikgeschichtlich von Bedeutung. Im Seitengebäude alte Mühlentechnik (u. a. Sägegatter der Fa. Gebr. Lein, Pirna). | 09223699 |

## Ausführliche Denkmaltexte
1. ↑  Chemnitzer Heim
  - Geschichte: Der Bauherr der Villa, Richard Hermann Dietrich (1847–1913), hatte keine Erben. Er vermachte das Anwesen daher nach seinem Tod an die Stadt Chemnitz. Diese sollte das Anwesen verkaufen und das daraus gewonnene Geld für die Finanzierung und den Neubau von Obdachlosenheimen verwenden. Aufgrund der Wirtschaftskrise fand sich jedoch kein Käufer für das Anwesen, so dass das Gebäude ungefähr zehn Jahre lang leer stand. Im Zuge des folgenden Aufschwungs reichten die in Chemnitz vorhandenen Obdachlosenheime aus, so dass die Stadt Chemnitz beschloss, das Testament umzuändern und das Gebäude als Ferienheim für Arbeitnehmer der Stadt Chemnitz zu nutzen. Daher stammt der Name Chemnitzer Heim. Dietrich wurde in Chemnitz geboren und stammte aus einfachen Verhältnissen. Seinen Reichtum erlangte er durch die Herausgabe von Kolportageromanen. Seinen Verlag hatte er in Dresden, wo er auch eine weitere Villa besaß. Die sog. Märchengrotte wurde vom Architekten Burkhard errichtet, es existieren jedoch keine Bauzeichnungen und auch keine historischen Aufnahmen. Die Grotte wurde für Dietrich wohl in der Zeit von 1906 bis 1913 gebaut. Mehrere ursprünglich zum Park dazu gehörende Grundstücke im Norden und Westen der Villa wurden zwischenzeitlich als Bauland aufparzelliert und mit Einfamilienhäusern bebaut.
  - Villa: zweigeschossiger Putzbau mit Krüppelwalmdach, Fassade mit ornamentalen Details, zum Teil geglättet, Inschrift: „Dieses Heim für die Gefolgschaft der Stadt Chemnitz wird getragen durch eine hochherzige Stiftung des Kaufmanns Rich. Hermann Dietrich geb. 21.12.1847 in Chemnitz gest. 19.3.1913 in Dresden. Der Oberbürgermeister der Stadt Chemnitz. W.Schmidt, Bürgermeister“. Nebengebäude: mit Schmuckfachwerk und ornamentalen Details.
  - Villengarten:
    - Einfriedung: Ziergitter (wohl aus DDR-Zeiten) auf der Nordostseite bis zur Grundstückseinfahrt, südlich der Einfahrt, profilierte Sandsteinpfosten der ehemaligen Einfriedung.
    - Erschließung: Zugänge: zwei Zugänge von Osten, Grundstückseinfahrt mit neuen Sandsteintorpfeilern, Fußgängerzuweg aus Betonplatten mit Treppenaufgang und einflügeligem Ziergitter, Zugang von Westen und Süden über einen Wanderweg.
    - Wegesystem: Wassergebundene Wegedecke, zum Teil überwachsen, im Gelände jedoch noch erkennbar, Kanteneinfassung aus Betonkantensteinen und Schieferplatten, Treppenanlagen aus Sandstein und Schiefer, im Norden des Hauses geradlinige Wege mit deutlichem Bezug zum Haus, Geländeabfall vom Haus zum tiefer gelegenen Gartenbereich wird über zwei seitliche Treppenanlagen aus Schiefer und Geländeterrassen abgefangen, restliches Wegesystem geschwungen.
    - Gartenausstattung: Bänke und Tisch aus Sandstein.
    - Gartenbauten: Postament aus Sandstein (ohne Beschriftung), sogenannte Märchenhöhle: Grottenkonstruktion aus Ziegelmauerwerk (Gewölbekonstruktion) verblendet mit Grottensteinen, Fundament eines oktogonalen Pavillons aus Sandsteinen.
    - Wasserelemente: Wasserbecken aus Beton westlich der Villa, gebuchtete Form, gerahmt von Rhododendren.
    - Vegetation: Alleen und Baumreihen: zwei lückige Baumreihen entlang des Wanderweges im südlichen Parkteil, je eine aus Roteichen (Quercus rubra) und Rosskastanien (Aesculus hippocastanum), Einzelbäume: dendrologisch reichhaltiger Bestand an Altgehölzen vor allem im nördlichen Parkteil in der Nähe der Villa: Linde (Tilia spec.), Roteiche (Quercus rubra), Blutbuche (Fagus sylvatica ‚Atropurpurea’), Buche (Fagus sylvatica), Hainbuche (Carpinus betulus), Ulme (Ulmus glabra), Stiel-Eiche (Quercus robur), Säulen-Eiche (Quercus robur ‚Fastigiata’), Rotahorn (Acer rubrum), Bergahorn (Acer pseudoplatanus), Rosskastanie (Aesculus hippocastanum), Schwarzkiefer (Pinus nigra), Weymouthskiefer (Pinus strobus), Fichte (Picea abies), Douglasie (Pseudotsuga menziesii), Lebensbaum (Thuja spec.), Hemlocktanne (Tsuga canadensis), Lärche (Larix decidua), Hecken und Sträucher: große Rhododendron- und Azaleenbestände in Sorten, Mahonie (Mahonia aquifolium), Bauernjasmin (Philadelphus spec.), Goldglöckchen (Forsythia x intermedia), Haselnuss (Corylus avellana), Flieder (Syringa vulgaris), Schneeball (Viburnum rhyditophyllum), Eibe (Taxus baccata), Neupflanzung einer Hecke aus Lorbeerkirschen (Prunus laurocerasus) entlang eines Teils der Nordostgrenze, Stauden: im südlichen Parkteil flächige Bestände von Waldgeißbart (Aruncus dioicus).

  - Sonstige Schutzgüter: Bodenrelief – Abfall des Geländes von Süd nach Nord, im Bereich nördlich der Villa Gelände durch terrassierte Rasenböschungen abgefangen, Blickbeziehung zum anderen Hang des Gottleubatals, Blick unter anderem zum Klinikum.
2. ↑  Die Villa, ein großer zweigeschossiger Putzbau mit ornamentalen Details (z. B. Zierfachwerk), wurde, wie das im selben Sinne dekorierte Nebengebäude, 1902 errichtet. Den Namen „Chemnitzer Heim“ erhielt das Haus nur wenig später. Es hat die Inschrift: „Dieses Heim für die Gefolgschaft der Stadt Chemnitz wird getragen durch eine hochherzige Stiftung des Kaufmanns Rich. Hermann Dietrich geb. 21.12.1847 in Chemnitz gest. 19.3.1913 in Dresden. Der Oberbürgermeister der Stadt Chemnitz. W.Schmidt, Bürgermeister“, die Villa ist mit ihrem steilen Krüppelwalmdach eine Dominante an der östlichen Bergseite des Ortes. Sie ist eingerahmt von der Baumkulisse des umgebenden, wahrscheinlich bauzeitlichen Waldparks. Dieser grenzt sich nach unten ab durch einen mächtigen Rhododendron, über den man vom Haus ins Tal schauen konnte, der aber gleichzeitig einen Einblick von außen verhinderte. Ein Pyramidenbaum bildet einen weiteren Akzent der unteren Gartengrenze. Nach oben hin, hinter dem Gebäude, wird die Durchgestaltung der Anlage lockerer, Nadelbäume treten mehrheitlich an die Stelle von Laubbäumen. Dennoch ist auch hier alles konzipiert. Man findet ein Wegesystem, geschwungene Achsen, wie zufällig positionierte Findlinge und eine künstliche „Märchengrotte“. Auch der „Wald“ erweist sich bei näherer Betrachtung als ein Konglomerat gesetzter Baumgruppen. An seinem Rand gibt es Linden, die Ausblicke rahmend inszenieren. Mit dem unterhalb liegenden Goethepark bildet dieser Villenpark, obgleich nicht historisch mit diesem einheitlich entstanden, ein für den Kurort Gottleuba charakteristisches Raumkontinuum (LfD/2014):
  - Villa: zweigeschossiger Putzbau mit Krüppelwalmdach, Fassade mit ornamentalen Details, zum Teil geglättet, Inschrift: „Dieses Heim für die Gefolgschaft der Stadt Chemnitz wird getragen durch eine hochherzige Stiftung des Kaufmanns Rich. Hermann Dietrich geb. 21.12.1847 in Chemnitz gest. 19.3.1913 in Dresden. Der Oberbürgermeister der Stadt Chemnitz. W.Schmidt, Bürgermeister“.
  - Nebengebäude: mit Schmuckfachwerk und ornamentalen Details, sogenannte Märchenhöhle: Grottenkonstruktion aus Ziegelmauerwerk (Gewölbekonstruktion) verblendet mit Grottensteinen, Postament: aus Sandstein (ohne Beschriftung).
3. ↑  Mühlengebäude:

Großer dreigeschossiger Putzbau, Wohn- und Wirtschaftsgebäude: zweigeschossiger Putzbau, Bärenfiguren: eine ein Wappen, die andere einen Mühlstein haltend, Sägemühle: zweigeschossig. Das Mühlengebäude zeigt den üblichen Aufbau einer Getreidemühle mit Erdgeschoss, Walzenstuhlboden, Rohrboden sowie Sichter- und Reinigungsboden. Es ist mit einer bemerkenswert vollständigen, älteren und seltenen Technik ausgestattet, im Erdgeschoss mit der Transmission, einer Francis-Spiralturbine einschließlich liegender Welle (20 PS) der Firma Voith aus Heidenheim von 1908 (für die Getreidemühle), desgl. von 1903 (für die Schneidemühle), auf dem Walzenstuhlboden mit einem Schrotgang, wohl um 1930, vier Walzenstühlen (ein Stuhl der Firma Mühlenbauanstalt und Maschinenfabrik vormals Gebr. Seck, über Firma Gebrüder Grosse gekauft, um 1920, zwei Stühle Firma Seck, 1908 und ein Stuhl von MIAG, Mühlenbau und Industrie AG Werke Dresden, 1927) und einer Bürstenmaschine, stehende Tellerbürste der Firma Seck Dresden, 1908, auf dem Rohrboden mit einer Haferquetsche, 1908, einem Filterschrank der Firma Seck für die Vermahlung einschließlich Saugschlauchfilter und Filteruhr, einem Silo, einem Filterschrank für die Reinigung ebenfalls mit Saugschlauchfilter und Filteruhr, einer Schälmaschine, einer Waage, einem als Brechstuhl genutztem Walzenstuhl, 1908 sowie einem E-Motor und auf dem Sichterboden mit einer Dunst- und Grießputzmaschine „Reform“, 1908, einer Sackklopfmaschine der Firma Gebrüder Seck, 1908, einem Plansichter, 1940, einem Abstehbehälter (Abstehen von angefeuchtetem Getreide), einem Trieur, einem Aspirateur, einem Silo und einem Zyklon für Aspirateurabsaugung. Abgesehen davon befinden sich im Gebäude noch Elevatoren und ein Bremsfahrstuhl.

Die Schneidemühle ist mit einer großen Gattersägemaschine der Firma König-Friedrich-August-Hütte Potschappel, 1898, einer kleinen Gattersägemaschine der Firma Lein Pirna, 1927 und einer Haupttransmission zum Sägegatter ausgestattet. Eine Besonderheit bildet das Antriebsrad mit aufgesetzten Holzsegmenten.
4. ↑  Trafohaus mit Gedenkinschrift: „Zur Erinnerung an die hier in der Hüttenleite im August 1813 stattgefundenen Kämpfe zwischen den Kriegsheeren der Verbündeten und der Franzosen unter dem Prinzen Eugen von Württemberg (1788–1857), Karl Philipp Fürst zu Schwarzenberg (1771–1820), St. Eyr und Dominique Joseph Vandamme (1770–1830). Errichtet von der Badestadt Gottleuba 1913.“
5. ↑  Villa, Augustusberg 11 – bauliche Schutzgüter:
  - Einfriedung: gemauerte Sandsteinpfosten mit Ziergitter (neu) im Norden, restliche Einfriedung Holzlattenzaun mit Betonpfosten (neu).
  - Erschließung: Zugänge – Pforte und zweiflügeliges Tor im Norden Wegesystem: vorhanden, Wege zum Teil mit historischer Einfassung, im südlichen Hangbereich im Zickzack geführt, Terrasse zum Teil mit Polygonalplatten aus Naturstein, Gartenausstattung: Sitznische (neu aufgemauert).
  - Vegetation: Einzelbäume: prägender Koniferenbestand, bestehend u. a. aus Kiefer (Pinus sylvestris), Lärche (Larix decidua), Douglasie (Pseudotsuga menziesii), Blaufichte (Picea abies ‚Glauca‘), Hecken und Sträucher: zahlreiche Ziersträucher, zum Teil neu gepflanzt, Altbestand bestehend u. a. aus Rhododendren in Arten und Sorten, Bauernjasmin (Philadelphus spec.), Buchs (Buxus sempervirens), Ilex (Ilex aquifolium).
  - Sonstige Schutzgüter: Bodenrelief – Terrassierungen und Stützmauern aus Naturstein rings um die Villa, Gelände fällt stark von Nord nach Süd, Blickbeziehung: nach Süden, zugewachsen.
6. 1 2  Rittergut Giesenstein
  - Herrenhaus (Nummer 4, Flurstück 164b): unregelmäßige dreiflügelige, zweigeschossige Anlage, schönes Treppenhaus.
  - Nebengebäude (Nummer 5, Flurstück 163): zweigeschossiger Putzbau mit Walmdach und Mittelrisalit, heute Forstamt.
  - Wirtschaftshof (Nummer 1, 1b, 2, 3, Flurstück 166/6, 172/2, 165a): die zwei Wohnstallhäuser (Nummer 2, 3) mit hohem Krüppelwalmdach und Fledermausgauben, ehemals ein Gebäude, Nebengebäude der Südseite abgerissen.
  - Garten: Gartenfläche mit Einfriedung südlich des Herrenhauses, Einfriedung und zweiflügliges Zugangstor zum Zufahrtsweg erhalten: Zaunpfosten aus Sandstein mit gusseisernem Ziergitter, Zufahrtsallee aus Sommer-Linden (Tilia platyphyllos), z. T. als Kopfbäume geschnitten.
7. ↑  Kurpark Bad Gottleuba

Ab 1905, mit der Verlängerung der Eisenbahn nach Bad Gottleuba, ergab sich am Fuße der östlichen Bergseite, am Endpunkt der Bahn, eine „touristische“ Situation, d. h. die Ankunft in einem Kurbad plante man sinnfällig zu inszenieren. Bürgermeister Hackebeil ließ Goethepark und Bahnhofspark anlegen, um 1908 ist bereits der östlich der Gleisanlagen befindliche Gondelteich nachweisbar, eine „Jahneiche“ unweit davon datiert 1912. Auch wenn es dort bereits vorher Wege gegeben hat, ist die Gestaltung des Goetheparks oberhalb des Teiches bis hin zur Villa an der Bergstraße in die Jahre nach dem Ersten Weltkrieg zu. Die Hauptallee aus Spitz-Ahorn wurde geschnitten, ist also, zugunsten von Transparenz, niedrig gehalten worden. Koniferen rahmen die Ecken des Parks, und entlang seiner Grenzen entstanden einige wenige weitere Villen. Im Bewusstsein der spezifischen Bedeutung Bad Gottleubas als Kurort und touristisch relevanter Stätte haben hier die Verantwortlichen bereits zu einem frühen Zeitpunkt Augenmerk auf eine durchdachte Gestaltung des Ortes gelegt. Um 1900 sind bewusst Flächen und Sichten freigehalten worden, das Terrain des späteren Goetheparks gehört dazu. Durch Aufgabe der zwischen beiden Parks liegenden Bahnhofsflächen erfolgte 1999 die Vereinigung beider Anlagen.
  - Geschichte: 1905/06 ließ Bürgermeister Hackebeil Goethepark und Bahnhofspark anlegen, durch Aufgabe der zwischen beiden Parks liegenden Bahnhofsflächen 1999 Vereinigung beider Anlagen, rechter (östlicher) Hang des Gottleuba-Tales mit terrassenartigen Wegen gestaltet, vier Sandsteinfiguren „Die Jahreszeiten“ auf den Wiesen verteilt, im unteren Parkteil Schwanenteich mit Insel, Pergola auf darüber liegender Terrasse, als Rosengarten bepflanzt, im Bahnhofspark VVN-Denkmal. (Quelle BHU), „Bahnhofspark“ (an der Bahnhofstraße gelegen, jetzt Bestandteil des Goetheparks)
  - Bauliche Schutzgüter:
    - Erschließung: Wegesystem – Fußweg entlang der Bahnhofstraße gepflastert (Granit Kleinstein), Polygonalplatten aus Schiefer direkt um das OdF-Denkmal, Zuwegung zum OdF-Denkmal aus Betonplatten (30 cm × 30 cm) mit Betonbord, restliche Wege mit grauer Splittdecke und Kanteneinfassung mit Betonbord.
    - Gedenkstein: Monolith aus Sandstein mit der Aufschrift „Wir mahnen“.
    - Vegetation: Alleen und Baumreihen: Bereits sehr lückige Baumreihe aus Spitz-Ahorn (Acer platanoides) entlang der Bahnhofstraße, Standorte der fehlenden Bäume im Boden erkennbar.
    - Einzelbäume: Locker verteilter Altbaumbestand aus Platane (Platanus x hispanica), Stiel-Eiche (Quercus robur), Linde(Tilia spec.), Buche (Fagus sylvatica), Berg-Ahorn (Acer pseudoplatanus) und Lärche (Larix decidua).
    - Hecken und Sträucher: Eiben (Taxus baccata) direkt neben dem Gedenkstein, Rhododendron in Sorten, Bauernjasmin (Philadelphus spec.).

Denkmalwert: ortsgeschichtlich, „Goethepark“ (ohne „Bahnhofspark“)
  - Bauliche Schutzgüter:
    - Erschließung: Wegesystem – Polygonalplatten aus Sandstein um den Teich, restliche Wege zum Teil aus Granit Kleinstein, zum Teil aus Polygonalplatten Sandstein mit Einfassung aus Granit Großpflaster, im Rosengarten wassergebundene Wegedecke mit Einfassung aus Betonkantensteinen.
    - Gartenausstattung: Skulpturen nicht mehr im Park (eingelagert), ehemaliger Bankstandort mit Sitznische aus Bruchsteinen.
    - Gartenbauten: Laubengang aus Holz im Rosengarten.
    - Wasserelemente: Teich mit Insel (mit Rhododendron bepflanzt), zwei kleine Fontänen in der nördlichen Hälfte des Teichs.
    - Vegetation: Alleen und Baumreihen – Weiß- oder Rotdorn (Crataegus spec.) mit runder Krone um den Teich, Allee aus Rotblättrigem Spitzahorn(Acer platanoides ‚Schwedleri’) in der östlichen Hälfte der Anlage, östlich des Teiches in Nord-Süd-Richtung(nach Norden lückig werdend).
    - Einzelbäume: Jahneiche (1912), nachgepflanzt, nordöstlich des Teichs mit Gedenkstein, Altbaumbestand aus Stiel-Eiche (Quercus robur), Rotbuche (Fagus sylvatica), Bergahorn (Acer pseudoplatanus), Roteiche (Quercus rubra), Linde (Tilia spec.), Douglasie (Pseudotsuga menziesii), Lärche (Larix decidua), Schwarzkiefer (Pinus nigra), Weymouthskiefer (Pinus strobus), Lebensbaum (Thuja spec.).
    - Hecken und Sträucher: Rhododendron in Sorten, Haselnuss (Corylus avellana), Schneebeere (Symphoricarpos orbiculatus),Hecken aus Buchs (Buxus sempervirens) und Hainbuche (Carpinus betulus) im Bereich des Rosengartens,dort auch Rosen in Sorten, zum Teil als Hochstammrosen.
    - Stauden: flächiger Bestand von Farnen im Hangbereich.

  - Sonstige Schutzgüter:
    - Bodenrelief: starkes Gefälle von Ost nach West.
    - Blickbeziehung: zum anderen Hang des Gottleuba-Tals, Blick auf die Klinikgebäude, zum Teil zugewachsen.
8. ↑  Neuer Friedhof Bad Gottleuba
  - Kapelle: Rechteckbau, verputzt, mit Satteldach, rundbogigen Tür- und Fensteröffnungen, übergiebelter Mittelrisalit, Pilastergliederung.
  - Krematorium: kleiner Rechteckbau mit Satteldach, Giebelrisalit, Eckquaderung,
  - Friedhofsgestaltung: Einfriedung – Mauer aus Sandsteinblöcken um den gesamten Friedhof, zum Teil mit Stützpfeilern.
  - Erschließung: Zugänge: insgesamt vier Zugänge, Hauptzugang von Osten in der Mittelachse der Friedhofskapelle mit zweiflügeligem historischem Ziergitter, die anderen Eingänge mit neuen Torflügeln, die dem historischen nachempfunden sind, davon ein Zugang von der Südseite, ein Zugang von der Nordseite vom aufgelassenen Erweiterungsteil und ein Zugang in der nordöstlichen Ecke,Wegesystem: rechtwinklig angelegtes, hangparallel geführtes Wegesystem aus wassergebundener Wegedecke, zum Teil überwachsen, zum Teil mit Kantensteinen aus Naturstein (Granit, Sandstein), Hauptweg zur Friedhofskapelle aus Granit Kleinstein mit Treppenanlage aus Sandstein.
  - Grabmale: Grabeinfassungen zum Teil aus Naturstein (Granit, Sandstein), Grabstätten zum Teil mit Ziergitter, Gedenkstätte für die Opfer des Zweiten Weltkrieges in der südwestlichen Ecke mit kleinem Platz aus Granit Kleinstein und Sandsteintreppe, „Dresdner Grab“ Gedenkstätte für die Opfer der Bombenangriffe im Februar 1945 südöstlich des Krematoriums.
  - Vegetation: Alleen und Baumreihen: Kopflindenallee (Tilia spec.) vom Eingang an der Hellendorfer Straße zur Friedhofskapelle, gegenständig, Baumreihe entlang der Hellendorfer Straße außerhalb der Friedhofsmauer aus Linden (Tilia spec.), Baumreihe aus Douglasien (Pseudotsuga menziesii) außerhalb der südlichen Friedhofsmauer, Hecken und Sträucher: große Rhododendronbestände an den beiden Gebäuden.
  - Bodenrelief: Gelände fällt von West nach Ost, Terrassierung der Grabreihen über Rasenböschung.
9. ↑  Alter Friedhof Bad Gottleuba – bauliche Schutzgüter
  - Einfriedung: Bruchsteinmauer aus Sandstein mit Abdeckplatte aus Sandstein auf der West-, Nord- und Ostseite.
  - Erschließung: Zugänge: zweiflügeliges Holztor mit Pfosten aus Sandsteinblöcken im Norden, Wegesystem: überwachsen, im Gelände jedoch erkennbar, Sandsteintreppe mit Ornamenten.
  - Grabmale: Grabsteine für Opfer des Ersten Weltkriegs entlang der östlichen Friedhofsmauer, Vermutlich Grabsteine für Opfer des Zweiten Weltkriegs ungefähr in der Mitte der Friedhofsfläche unterhalb des Gedenksteins für die Opfer der Hochwasserkatastrophe des Jahres 1927 (Gedenkstein aus Sandstein mit großem Holzkreuz auf kleinem Plateau mit Einfassung aus Sandsteinpfosten und Ziergitter), verschiedene alte Grabsteine aus Sandstein aus dem 18. und 19. Jahrhundert (stark verwittert).
  - Vegetation: Einzelbäume – zahlreiche Blutbuchen (Fagus sylvatica ‚Atropurpurea‘), Douglasien (Pseudotsuga menziesii), Schwarzkiefer (Pinus nigra), Stiel-Eiche (Quercus robur), Hemlocktanne (Tsuga canadensis), Lebensbaum(Thuja spec.), Eibe (Taxus baccata), Sträucher: großer Rhododendronbestand unterhalb und seitlich der Gedenkstätte für die Hochwasseropfer von 1927.
  - Sonstige Schutzgüter: Bodenrelief – starker Geländeabfall von Ost nach West, Blickbeziehung: höchster Punkt des Ortes, Blick über den Ort.
10. ↑  Gedenkstein zur Hochwasserkatastrophe von 1927
  - Gedenkstein: Sandstein mit großem Holzkreuz auf kleinem Plateau mit Einfassung aus Sandsteinpfosten.
  - Einfriedung: Bruchsteinmauer aus Sandstein mit Abdeckplatte aus Sandstein auf der West-, Nord- und Ostseite, Grabsteine für Opfer des Ersten Weltkriegs entlang der östlichen Friedhofsmauer, vermutlich Grabsteine für Opfer des Zweiten Weltkriegs ungefähr in der Mitte der Friedhofsfläche unterhalb des Gedenksteins für die Opfer der Hochwasserkatastrophe des Jahres 1927, Grabmal eines Schreiners, pyramidaler Aufbau, Medaillons mit Inschrift, Zunftzeichen, um 1762.
11. ↑  Evangelische Petrikirche Bad Gottleuba
  - Saalkirche mit einbezogenem quadratischem Chor und vorgestelltem Westturm. Dessen Untergeschoss Anf. 13. Jh., Teil einer Wehranlage, zu der auch der Chor gehört haben könnte. Umbau des Chors um 1500 (?) der Westturm an der Tür bezeichnet 1506, das Schiff von 1524. Restaurierungen 1902/03 und 1982–1986. Kirche auf dem Gelände einer ehem. Wehranlage, Ringmauer noch vorhanden.
  - Das Äußere ausgezeichnet durch Strebepfeiler, spätgotische Maßwerkfenster und reiche Portale, das an der Chornordseite mit Baumstämmen und Astwerk (vgl. ehem. Benediktinerklosterkirche Chemnitz), das an der Langhaus-Nordseite ein Renaissanceportal, bezeichnet 1553. Der Chor mit tief herabgezogenen Kreuzrippengewölben auf Kopfkonsolen, die Gewölbekappen mit Gemälden, Evangelistensymbole und Apostel, 1. H. 16. Jh., stark restauriert, einiges durch den Restaurator Paul Perks 1903 hinzugefügt, auch das Wandgemälde mit den Hl. Drei Königen. Der dreijochige Saal mit ergänztem Netzgewölbe, die Anfänger mit sich überschneidenden Rippen und Astwerk.
  - Neugotische Ausstattung. Orgelprospekt unbekannter Herkunft, um 1700, 1908 erweitert. Der Friedhof um die Kirche von einer Ringmauer umgeben, das Torhaus bezeichnet 1577 (Dehio Sachsen I, 1996).
12. ↑  Klinik Bad Gottleuba
  - Ehem. Kläranlage (Sachgesamtheitsteil): Gebäudedecke als begehbare Dachterrasse mit Geländer ausgebaut, mit Entlüftungsschächten, im NO der Parkanlage.
  - Parkanlage – Anlagephasen:
    - 1. Bauperiode 1909–1914: Zentrum der Anlage, Bereich des Kurhauses und des Wirtschaftshofes sowie des Klärteiches, Erschließungsstraßen, Spazier- und Verbindungswege, Treppen mit Geländern, Brüstungen, Stützmauern, Lampen, Laternen, größter Teil des Baum- und Strauchbestandes, Alleen entlang der Straßen (Entwurf und Ausführung Max Bertram).
    - 2. Bauperiode 1914–1945: Umbau- und Erneuerungsmaßnahmen sowie Umnutzungen, Hochbeete am Kulturhaus, Ausstattung mit Pflanzkübeln. In jüngster Vergangenheit ursprünglicher Charakter der Anlage verwischt.

  - Bauliche Schutzgüter:
    - Gebäude: Altbauten des Krankenhauses, s. o. (im Einzeldenkmalobjekt 09302657),
    - Einfriedung: historische Zaunsäulen aus gebrochenem Naturstein um gesamtes Gelände, ehemals wohl mit Holzlattenzaun (dieser nicht mehr vorhanden),
    - Erschließung: Zugänge – Hauptzugang von SO von der Hauptstraße, repräsentative Einfahrt über Brücke mit zwei Torhäusern, Wegesystem: vorhanden, Nebenwege im nordwestlichen Teil als Spazierwege (Terrainkurwege), Hauptwege im restlichen Klinikgelände Granit Kleinstein (teilweise asphaltiert),im Park Fußgängerbrücke.

  - Vegetation: Alleen und Baumreihen – Linden- und Kastanienreihen unterhalb von Haus 12 und 13, Lindenallee oberhalb Kurhaus, Roteichenallee zum Wasserturm, Spitzahornreihe unterhalb Kurmittelhaus, Kastanienreihen entlang der Hauptwege, Einzelbäume: Laub- und Nadelbaumbestand (vgl. Obeth), Hecken und Sträucher: Zierstrauchbestand (vgl. Obeth).
  - Sonstige Schutzgüter: Bodenrelief – Hang von Nordwesten nach Südosten fallend, Terrassierungen in der Hauptachse Zufahrt-Kurmittelhaus.
  - Blickbeziehung: zum gegenüberliegenden Hang, teilweise zugewachsen.
13. ↑  Klinik Bad Gottleuba
  - Haus 1: Stationshaus, rechteckiger Putzbau mit Mansardwalmdach,
  - Haus 2: Stationshaus, rechteckiger Putzbau mit Mansardwalmdach,
  - Haus 3: Stationshaus, zweigeschossiger Putzbau mit Mansardwalmdach,
  - Haus 4/5: Stationshaus, großer Längsbau mit Mansardwalmdach und zwei Giebeln,
  - Haus 6: Stationshaus, zweigeschossiger Putzbau mit Mansardwalmdach,
  - Haus 7: Stationshaus, zweigeschossiger Putzbau mit Mansardgiebel an der Traufseite,
  - Haus 8 (jetzt Wohnhaus): mehrgeschossiger Putzbau mit Walmdach, dazu Stützmauer mit Treppe und schmiedeeiserne Laterne,
  - Haus 9: Stationshaus, zweigeschossiger Putzbau mit Mansardwalmdach, Risalit und Fassadenornamentik, Straßenbrücke (roter Granit),
  - Haus 10: Stationshaus, zweigeschossiger Putzbau mit Mansardwalmdach, Risalit und Fassadenornamentik,
  - Haus 11: Stationshaus, zweigeschossiger Putzbau mit Mansardwalmdach und Dachtürmchen,
  - Haus 12: Stationshaus, zweigeschossiger Putzbau mit Mansardwalmdach,
  - Haus 13: Stationshaus, eingeschossiger, winkelförmiger Putzbau mit Mansardwalmdach und Veranda, mit großem Dachausbau,
  - Haus 16 (Gebäudekomplex Kurmittelhaus, ehem. Centralbad): großes repräsentatives Gebäude (mit Putzdekoration, Uhren- und Glockenturm als Dachreiter und Ausstattung im Jugendstil), dazu terrassenartig gestaltete Anlage als Eingangsbereich (mit vier Kandelabern), Dachausbau im Mittelteil, mit zweigeschossiger Loggienarchitektur zum Innenhof, dazu schmaler Längstrakt als Verbindung zum Kurhaus, früher Station 16, 17, 18 – Station 18 abgebrochen,
  - Haus 17: Stationshaus, zweigeschossiger Putzbau mit loggienartigem Vorbau, Mansardwalmdach,
  - Haus 18–21 (Wirtschaftsgebäude): Küche und Wäscherei wurden abgebrochen, Kessel- und Maschinenhaus, Schornstein (neben Haus 25), Haus 18–21 sind Neubauten,
  - Haus 22 (Station 22, ehem. 15): Stationshaus, zweigeschossiger Putzbau mit Walmdach und Giebel,
  - Haus 25: dreiteiliger Gebäudekomplex, Funktion unbekannt,
  - Haus 27; Kurverwaltung: Verwaltungsgebäude, zweigeschossiger Putzbau (mit Winkelturm, Eingangsportal mit Freitreppe, z. T. originale Ausstattung), schmiedeeiserne Oberlichtgitter über der Tür, ein Teil mit Walmdach, der andere mit Mansarddach,
  - Haus 28: Klinikschule: mehrteiliger, zweigeschossiger Putzbau (mit Walmdach, Türmchen und Veranda),
  - Haus 29: sog. Kulturhaus: eingeschossiger, aufwändig gegliederter Putzbau (mit Mansardwalmdach und rundbogig übergiebelter Vorhalle, z. T. originale Ausstattung), kolossale Lisenengliederung,
  - Haus 31: Kegelbahn: Pavillon mit langgestrecktem Annexbau, eingeschossiger Putzbau,
  - Haus 32: Pforte: gestalteter Eingangsbereich mit zweiteiligem Pförtnerhaus, Toreinfahrt (Torpfeiler und schmiedeeisernes Tor), Brunnen, Gedenktafel für Richard Weger, Mauer und zwei Laternen, eingeschossiger Putzbau mit Lisenengliederung und hohem Sandsteinsockel als Pförtnerhaus und Besucherwarteraum genutzt, Inschriften „Richard Weger Ehrenbürger der Badestadt Gottleuba“, „Heilstätte Gottleuba der Landesversicherungsanstalt Sachsen erbaut unter ihrem Vorsitzenden Geheimrat Weger in den Jahren 1909–1913 durch die Architekten Schilling & Graebner“, Straßenbrücke (zwei Sandsteinbögen).
  - Wasserturm: pavillonartiger Rundbau in Form eines Tempietto (Beton?), im Norden der Parkanlage,
  - Trafohaus: massiv, auf quadratischem Grundriss, Ecken auf 2/3 Höhe abgefast, mit Bronzekugeln, oben kleine Fenster, in der Parkanlage, nördlich vom Kulturhaus,
  - Wasserwerk: in „symbolistischen“ Formen, betonte Eingangspartie, zahnschnittbekrönt, mit zentraler Muschel und zwei halbbogigen flankierenden Mauern, diese jeweils mit stilisierten Vasen abgeschlossen, Freitreppe, in der NW-Ecke der Parkanlage,
  - Ehem. Kläranlage (Sachgesamtheitsteil): Gebäudedecke als begehbare Dachterrasse mit Geländer ausgebaut, mit Entlüftungsschächten, im NO der Parkanlage.
14. ↑  Kursächsische Distanzsäule bezeichnet 1727, aus Pirnaer Elbsandstein, fast vier Meter hoch. Ist 1911 restauriert und an das linke Ufer der Gottleuba versetzt worden. Bei dem Hochwasser 1927 ist die Säule umgeworfen und wegspült worden. 1956 fertigte der Bildhauermeister Kajer sen. unter der Verwendung des Sockels und des Wappenstückes der Meißner Säule aus Cossebaude eine neue Säule mit neuem Wappen und neuem Schriftteil an. 1957 erfolgte die Wiederaufstellung. 1977 fand man bei Bauarbeiten das alte Originalwappen im Flussbett der Gottleuba. 1981 wurde die Säule von Bildhauermeister Kajer jun. restauriert. Die Säule entspricht der typischen Form, mit Entfernungsangaben beschrifteter Obelisk auf hohem Sockel, mit je zwei polnischen und Kurwappen sowie „AR“-Monogramm und Posthornzeichen.
15. 1 2 3 4 5 6  Im Jahre 1722 begann man im Kurfürstentum Sachsen mit der Aufstellung der Kursächsischen Postmeilensäulen. Kurfürst Friedrich August I. wollte hierdurch ein zeitgemäßes Verkehrs- und Transportleitsystem im Kurfürstentum aufbauen, um Handel und Wirtschaft zu fördern. Er beauftragte mit Generalvollmacht Magister Adam Friedrich Zürner (1679–1742) mit der Durchführung. Das System der Postmeilensäulen umfasste Distanzsäulen, Viertelmeilensteine, Halb- und Ganzmeilensäulen. Die Distanzsäulen sollten in den Städten vor den Stadttoren, später nur auf den Marktplätzen aufgestellt werden. Entlang der Poststraßen wurden Viertelmeilensteine, Halb- und Ganzmeilensäulen aufgestellt. Sie erhielten eine fortlaufende Nummerierung (Reihennummer), beginnend vom Anfang der Vermessung. Die Ganzmeilensäulen wurden außerhalb der Städte an den Poststraßen im Abstand von 1 Meile (= 9,062 km) aufgestellt. Die Distanzsäulen waren mit dem Monogramm „AR“ für „Augustus Rex“, dem kursächsisch und polnisch-litauischen Doppelwappen sowie der polnischen Königskrone gekennzeichnet. Die Ganzmeilen-, Halbmeilensäulen und Viertelmeilensteine waren alle ähnlich beschriftet, alle trugen kein Wappen, aber das Monogramm „AR“. Die Entfernungsangaben erfolgten in Wegestunden (1 Stunde= ½ Postmeile = 4,531 km). Dieses Meilensystem war das erste europäische Verkehrsleitsystem. Der hier betrachteten Säule kommt als Teil des überregional bedeutenden Postwegesystems eine hohe verkehrsgeschichtliche Bedeutung zu.
16. ↑  Gedrungene Sandsteinstele mit Inschriften auf zwei Seiten: Richtungspfeil nach rechts „Zehista 8,0 km Pirna 11,4“ darunter Richtungspfeil nach links „Gottleuba 3,1 Peterswald 11,5“ sowie Richtungspfeil nach rechts „Nenndorf 7,4 km Zwiesel 1,4“ darunter Richtungspfeil nach rechts „Pirna 14,7 Langenhennersdorf 3,5“.
17. ↑  Bergbaumonumente Berggießhübel
  - 1. Zwieseler Tiefe Erbstolln: etwa 1400 m lang, aufgefahren 1825–1853:
    - Mundloch Sandstein mit Kgl.-Sächs. Wappen und Jahreszahl (FS 275 Berggießhübel),
    - erstes Lichtloch, verschlossen mit einer Eisenplatte (FS 399 Berggießhübel),
    - zweites Lichtloch und Detlefschacht (verbrochen) (FS 396 Berggießhübel),
    - drittes Lichtloch (FS 208 Berggießhübel) und Martinslager (FS 393 Berggießhübel),
    - Reste Pulverturm Martinslager (FS 396 Berggießhübel).

  - 2. Lochstein der Grube „Wills Gott“: „WG (Wills Gott) 2 UM (zwei unter Maß), 1725 (FS 394 Berggießhübel).“
  - 3. Lochstein der Grube „Missgönnt Glück“: „MG (Missgönnt Glück) F (Fundgrube), 1725 (FS 505 Berggießhübel)“, Lochmarke der Grube „Missgönnt Glück“: MG (Missgönnt Glück) 2 OM (zwei ober Maß), 1725 (FS 503 Berggießhübel), Bolza-Binge (FS 505 Berggießhübel) eingebrochen, als Graf Bolza Fundgrube auf der vorherigen Anlage „Missgönnt Glück“ zwischen 1777 und 1784, Graf Bolza war zu dieser Zeit Besitzer eines Eisenhammers bei Dresden und des Oberhammers in Berggießhübel.
  - 4. Tiefer Hammerzechenstollen (FS 382 Berggießhübel) entstanden aus der Grube „Niederer Schurf“ im 15. Jh., Name wird seit 17. Jh. geführt, etwa 50 m vom Mundloch entfernt wurde 2001 ein einsturzgefährdetes Stück gesichert.
  - 5. Kleiner Kalkofen in einer Waldinsel (FS 501 Berggießhübel)
  - 6. Portal Hildebrandt Stolln (FS 24 Berggießhübel): gesetztes Portal mit Schlägel und Eisen, der Stolln war der letzte Aufschluss im Westteil des Berggießhübler Reviers, aufgefahren 1886 und bereits 1887 wieder eingestellt, Stolln wird seit 1957 als Seismologisches Observatorium genutzt.
  - 7. Portal Johann Georg Stolln (FS 579 Berggießhübel): Initialen JG, restauriert 1990, verliehen von Johann Georg II und aufgefahren 1665, ab 1717 wurde das Stollenwasser durch das entstehende Badewesen genutzt.
  - 8. Portal Marie Louise Stolln (FS ?) Stolln aufgefahren 1726 als „Friedrich Stolln“, ab 1880 von Hermann Gruson (1821–1895) nach seiner Tochter Marie Louise auf „M.L.-Stolln“ umbenannt, Das Mundloch besteht aus Sandsteinquadern mit Portalaufsatz und Schrift: „Marie Louise Stolln/Lautres Silber lautres Gold/Man allhier erschürfen sollt/Moegen Freude bringen diese/wie daheim Marie Louise“.
18. ↑  Gedenkstein: „Bay dem am 2ten Januar 1845 erfolgten Einsturz dieser Binge wurde der Obersteiger Hengst 8 Lachter tief von dem einstürzenden Gebirge umhüllt, hinabgerissen jedoch unbeschädigt erhalten. Zur Erinnerung an diese gnädige Bewahrung errichteten Besitzer des Gräflich Einsiedelschen Eisenwerkes bei Berggießhübel diesen Gedenkstein mit Dank!“ Aufschrift Steinbank: „Gebirgsverein 1899 Berggießhübel“.
19. ↑  Kopie einer kursächsischen Distanzsäule bezeichnet 1731, aus Sandstein, an dominanter Stelle auf dem Marktplatz, in der typischen Form mit Entfernungsangaben beschrifteter Obelisk auf eingefasstem Sockel, mit je zwei polnischen und Kurwappen sowie „AR“-Monogramm und Posthornzeichen. Die Säule überstand den Stadtbrand von 1865.
Sockel, Schaft und Spitze sind 1956 erneuert worden. Das Wappen ist original. Sie wurde u. a. 1877 und 1980/81 durch die Bildhauerwerkstatt Kajer jun. restauriert.
20. ↑  Vorwerk Friedrichsthal
  - Herrenhaus: zweigeschossiger Putzbau mit Mansarddach, Dachreiter als Uhrenturm, Portal mit geschweiftem Giebel, übergiebelter Mittelrisalit mit vorgezogenem, reich durchfenstertem Gartensaal und Altan.
  - Gutspark: Einfriedung – Sandsteinmauer mit Sandsteinpfosten und Zaunfeldern aus Holz auf der Süd- und Ostseite.
  - Erschließung: Zugänge: Drei Zugänge, Tordurchfahrt im Norden, östlicher Zugang mit zweiflügeligem Ziergitter (vermutlich DDR-Zeit, nördlicher Torflügel mit dem Wappen der Stadt Berggießhübel), südlicher Zugang mit zweiflügeligem Ziergitter und Sandsteinpfosten als Auftakt zur Zufahrtsallee.
  - Wegesystem: landschaftlich geschwungenen Wege zum Teil überwachsen, östlich vom Schloss wassergebundene Wegedecke mit Kanteneinfassung aus Betonborden, Weg am Teich gepflastert (Granit Kleinstein), Weg in der Lindenallee asphaltiert, mehrere Treppen aus Sandstein, Hoffläche an den Gebäuden zum Teil gepflastert (Granit Kleinstein), zum Teil asphaltiert.
  - Gartenbauten: hölzerner Pavillon auf Sockel aus verputztem Mauerwerk am südlichen Ende des Parks, östlich des dortigen Tores.
  - Wasserelemente: Wandbrunnen auf der Ostseite des Schlosses, integriert in die Stützmauer der Freiterrasse, Teich im östlichen Teil des Parks, gebuchtete Form, mit Bruchsteinmauerwerk eingefasst, mit Insel, über eine Wasserkaskade mit einem höher gelegenen Teich auf der westlichen Parkseite verbunden, dieser vermutlich mit dem weiter westlich gelegenen Teich auf Flstk. 371 verbunden.
  - Vegetation: Alleen und Baumreihen: Allee aus geschnittenen Linden (Tilia spec.) vom südlichen Tor zum Schloss, eine Kopflinde (Tilia spec.) in der nordöstlichen Ecke der Anlage an der Straße Am Schloß, dendrologisch reichhaltiger Altbaumbestand aus Platane (Platanus x hispanica), Buche (Fagus sylvatica), Blutbuche (Fagus sylvatica ‚Atropurpurea’), Bergahorn (Acer pseudoplatanus), Spitzahorn (Acer platanoides), Linde (Tilia spec.), Weide (Salix alba), Stiel-Eiche (Quercus robur), Rosskastanie (Aesculus hippocastanum), Hainbuche (Carpinus betulus), Douglasie (Pseudotsuga menziesii), Hemlocktanne (Tsuga canadensis), Lärche (Larix decidua), Schwarzkiefer (Pinus nigra), Weymouthskiefer (Pinus strobus), Eibe (Taxus baccata), Hecken und Sträucher: u. a. Rhododendron und Azaleen in Sorten, Magnolie (Magnolia soulangiana), Schneebeere (Symphoricarpos alba).
  - Bodenrelief: leichter Abfall des Geländes von West nach Ost.
21. ↑  Vorwerk Friedrichsthal
  - Herrenhaus: zweigeschossiger Putzbau mit Mansarddach, Dachreiter als Uhrenturm, Portal mit geschweiftem Giebel, übergiebelter Mittelrisalit mit vorgezogenem, reich durchfenstertem Gartensaal und Altan,
  - Pavillon: hölzerner Pavillon auf Sockel aus verputztem Mauerwerk am südlichen Ende des Parks, östlich des dortigen Tores,
  - Wandbrunnen: auf der Ostseite des Schlosses, integriert in die Stützmauer der Freiterrasse,
  - Wasserkaskade: verbindet Teich im östlichen Teil des Parks mit dem höher gelegenen Teich auf der westlichen Parkseite.
22. ↑  Kirche und Kirchhof Berggießhübel
  - Kirche Berggießhübel: Sandsteinquaderbau, eingezogener, dreiseitig geschlossener Chor und Vorchorjoch, daran zwei kleine Annexbauten. Bauzeit: 7. Juli 1875 bis 12. November 1876, Orgel bezeichnet 1878 (Fa. Nagel, Großenhain), neugot. Prospekt, neugot. Sandsteinkanzel, neugot. Taufstein (aus Gusseisen?), 1868 letzte Erneuerung, ab 1990 Erneuerung der Fenster, umlaufende Holzemporen mit gusseisernen Stützen, Chor durch Mauer abgesetzt, steinerner Turmhelm, spitz, „verblockte Neugotik“
  - Grufthaus für die Familie von Leyser und von Friesen-Leyser
  - Kirchhof: die Fläche gliedert sich in zwei Teilflächen: das eigentliche Friedhofsareal und einen angrenzenden alten Obstgarten mit sehr schönem Holzzaun mit Sandsteinpfosten (Flurstück 126/1, vermutlich Teil des Pfarrlehns)
  - Einfriedung: Teilweise verputzte Friedhofsmauer aus Sandsteinbruchsteinen auf der Süd- und Nordseite mit Abdeckplatte aus Sandstein, zur Straße Kirchberg als Stützmauer zum Teil nur bis Oberkante Gelände, auf der Ostseite Holzzaun mit Sandsteinpfosten, auf der Westseite geschnittene Hainbuchenhecke (Carpinus betulus)
  - Erschließung: Zugänge: insgesamt 5 Zugänge, westlicher Zugang ohne Tor, nördlicher Zugang mit Pforte aus Sandstein und einflügeligem Holztor, östlicher Zugang einflügeliges Holztor mit Sandsteinpfosten, südöstlicher Zugang mit neuem, zweiflügeligem Ziergitter (Pfosten auf der östlichen Seite des Tores noch original, Pfosten auf der westlichen Seite fehlt, das Tor wurde um 1/3 verbreitert), südwestlicher Zugang mit zweiflügeligem Ziergitter, in die Stützmauer integrierten Torpfosten und Treppenaufgang, der Weg entlang der Stützmauer wird ebenfalls mit einer Stützmauer aus Sandstein zur Straße Kirchberg abgefangen, Wegesystem: wassergebundene Wegedecke, z. T. mit Granit Großstein eingefasst, Rasenwege
  - Wasserelemente: Wasserbecken aus bossierten Sandsteinblöcken nordwestlich der Kirche unterhalb der kleinen Stützmauer
  - Gedenkstein: Gedenkstein aus Sandstein für die Opfer der Hochwasserkatastrophe von 1927 in der südöstlichen Ecke, umgeben von Rhododendron
  - Vegetation: Einzelbäume: Zwei Linden (Tilia spec.) vor dem Haupteingang der Kirche, unterhalb der kleinen Stützmauer stehend, Hecken und Sträucher: Geschnittene Hecken aus Hainbuche (Carpinus betulus) an der Westgrenze und auf der südlichen Stützmauer westlich des südwestlichen Eingangs, Flieder (Syringa vulgaris) in der Südwestecke, alter Obstbaumbestand (Flurstück 126/1)
  - Bodenrelief: Leichter Geländeabfall von Ost nach West, Geländesprung in der Mitte des Friedhofs wird über eine kleine Stützmauer aus Bruchsteinmauerwerk aus Sandstein mit einer Abdeckplatte aus Sandstein abgefangen, vor der Kirche ist die Stützmauer halbrund ausgeführt.
23. ↑  Kirche Berggießhübel: Sandsteinquaderbau, eingezogener, dreiseitig geschlossener Chor und Vorchorjoch, daran zwei kleine Annexbauten. Bauzeit: 7. Juli 1875 bis 12. November 1876, Architekt: Hugo Altendorff (1843–1933), Orgel bezeichnet 1878 (Fa. Nagel, Großenhain), neugot. Prospekt, neugot. Sandsteinkanzel, neugot. Taufstein (aus Gusseisen?), 1868 letzte Erneuerung, ab 1990 Erneuerung der Fenster, umlaufende Holzemporen mit gusseisernen Stützen, Chor durch Mauer abgesetzt, steinerner Turmhelm, spitz, „verblockte Neugotik“.
24. ↑  Kurhaus und Kurpark Berggießhübel
  - Geschichte: Anfang des 19. Jhs. wurden in Berggießhübel weitere Heilquellen entdeckt und der Besitzer des Bades, August Friedrich Wilhelm von Leyser (1771–1842) auf Schloss Friedrichstal, ließ Kurhaus und Gasthof erneuern und den Fritzepark anlegen.
  - Bauliche Schutzgüter:
  - Gebäude: Kurhaus – zweigeschossiger großer Putzbau mit von Säulen gerahmtem Eingangsportal und zum Teil originaler Ausstattung
  - Erschließung: Wegesystem: Bahndamm als Fußweg mit wassergebundener Wegedecke Bestandteil der Gartenanlage, Wege im Park als wassergebundene Wegedecke, zum Teil mit Ein- oder Zweizeiler aus Granit Kleinstein eingefasst, Wege zum Teil komplett mit Granit Kleinstein gepflastert, Treppen aus Blockstufen Sandstein und Stellstufen aus Granit
  - Gartenbauten: Ehemaliger Bahndamm (Sandsteinbogenbrücke) mit Ziergitter
  - Gartenpavillon Charlottenhöhe (Sandstein mit Holzdach) mit steinerner Bank, darauf geschrieben: „Charlottenhöhe – Ein Lieblingsplatz der Verewigten des Lebenskränze welkten im Sptbr. 1838“ (Gemeint ist Charlotte von Leyser, vollständiger Name: Caroline Cunigunde Antonie, geb. Gräfin von Poetting und Persing (1772–1838)), seit 1822 Gutsherrin auf Schloss Friedrichsthal und Frau von August Friedrich Wilhelm von Leyser (1771–1842), beide beigesetzt in der Familiengruft auf dem Friedhof von Berggießhübel (siehe Objekt Nummer 09223839).
  - Ausstattung: OdF-Denkmal am Sebastian-Kneipp-Platz aus rotem Granit.
  - Vegetation: Alleen und Baumreihen – Eichenallee (Quercus robur), etwa in der Mitte der Anlage von West nach Ost verlaufend, die südliche Seite noch fast vollständig, die nördliche Seite stark lückig, Stubben der Altbäume zum Teil noch erkennbar (fehlerhafte Nachpflanzung mit Feldahorn (Acer campestre) ohne Orientierung an den historischen Pflanzstandorten), zum Sebastian-Kneipp-Platz Spitzahorn (Acer platanoides) als Kugel geschnitten.
    - Einzelbäume: Dendrologisch reichhaltiger Altbaumbestand aus Rosskastanie (Aesculus hippocastanum), Esche (Fraxinus excelsior), Stiel-Eiche (Quercus robur), Bergahorn (Acer pseudoplatanus), Spitzahorn (Acer platanoides), Linde (Tilia spec.), Hainbuche (Carpinus betulus), Blutbuche (Fagus sylvatica ‚Atropurpurea’), Silberahorn (Acer saccharinum), Weißtanne (Abies alba), Hemlocktanne (Tsuga canadensis), Lebensbaum (Thuja spec.), Eibe (Taxus baccata).
    - Hecken und Sträucher: u. a. Rhododendron und Azaleen in Sorten, Bauernjasmin (Philadelphus spec.).

  - Sonstige Schutzgüter:
    - Bodenrelief: Gelände stark hängig, Abfall des Geländes von Südost nach Nordwest, auf dem höchsten Punkt befindet sich die Charlottenhöhe.
    - Blickbeziehung: Blick von der Charlottenhöhe auf das Kurhaus, dahinter liegend Schloss Friedrichsthal.
25. ↑  Kurhaus: zweigeschossiger großer Putzbau mit von Säulen gerahmtem Eingangsportal und zum Teil originaler Ausstattung, Ehemaliger Bahndamm (Sandsteinbogenbrücke) mit Ziergitter, Gartenpavillon Charlottenhöhe (Sandstein mit Holzdach) mit steinerner Bank, darauf geschrieben: „Charlottenhöhe – Ein Lieblingsplatz der Verewigten des Lebenskränze welkten im Sptbr. 1838“ (Gemeint ist Charlotte von Leyser, vollständiger Name: Caroline Cunigunde Antonie, geb. Gräfin von Poetting und Persing (1772–1838)), seit 1822 Gutsherrin auf Schloss Friedrichsthal und Frau von August Friedrich Wilhelm von Leyser (1771–1842), beide beigesetzt in der Familiengruft auf dem Friedhof von Berggießhübel (ID-Nr. 09223839).
26. ↑  Bahrmühle Bahra – Mühlenanwesen, An der Bahra 19
  - Mühlenwohnhaus: gedrungener vierachsiger Baukörper, zweigeschossig, Bruchstein verputzt, flaches Satteldach, Zustiegsrampe an der bergzugewandten Seite, Fenster mehrfach unterteilt, wahrscheinlich früher größer, Mühlgraben verfüllt, Wehr nicht mehr vorhanden, stark verfallen.
  - Scheune: 1,5-geschossiges Gebäude, Bruchstein verputzt, hohes Satteldach, Rundbogen und Rundfenster am Giebel, Giebelreiter, zwei große Toröffnungen an der Längsseite.
27. ↑  Sägemühle Breitenau

Vorhandene Technik (1994): Schneideraum mit Gatter der Fa. Grosse, Lohmen (Unikat), Mahlboden: Mahlgang und Walzenstuhl, Mahlgang mit Rüttelschuh, Kammrad und Wellenstumpf der Mahlmühle, Kammrad mit Wellenstumpf (Schneidemühle), Kammrad mit Transmission und Absackstutzen, Reinigungsboden (sehr desolat), Sägegatter-Antrieb, Haupttransmission der Schneidemühle (Riemenantrieb zum Gatter), Altdeutscher Backofen.
28. ↑  Evangelische Pfarrkirche Breitenau.
  - Saalkirche – betont schlichte großfenstrige Saalkirche mit polygonaler Apsis und Westturm, im, Schlussstein des Eingangs bezeichnet 1817. Putzbau. Das Innere mit Tonnengewölbe und Apsiskalotte. – Ädikula-Kanzelaltar und Taufe klassizistisch, 1817 (Dehio Sachsen I, 1996).
  - Einfriedung: Bruchsteinmauer mit südlichem Tor mit zweiflügligem Ziergitter und Vasenaufsätzen auf den Torpfosten sowie südöstlicher Pforte
  - Torbäume: südliches Tor flankierendes Lindenpaar (Tilia spec.), Napoleoneiche: Stiel-Eiche (Quercus robur), gepflanzt zum Gedenken an den Aufenthalt Napoleons im Breitenau vom 10. bis 11. September 1813 und an das Niederbrennen von Kirche und Pfarramt am 11. Oktober 1813.
29. ↑  Kretzschmarmühle Hellendorf

Das Wohnmühlengebäude zeigt im hinteren Teil den üblichen Aufbau einer Getreidemühle mit Boden für Haupttransmission, Mahl- oder Walzenstuhlboden, Rohrboden und Sichterboden. Auf dem ersten Boden, besser gesagt im Kellergeschoss, befinden sich neben anderem die Haupttransmission und der Unterantrieb für den Mahlgang sowie in einem Nebenraum zwei Antriebsmotoren, einer vom Sachsenwerk. Der Mahlboden zeigt verschiedene Aggregate, wie einen Mahlgang einschl. Rüttelschuh und Schütttrichter (Robert Wunderwald „Müllerfreude“ Niederwiera Post Glauchau-Land?), eine Ausmahlmaschine/Fanal, eine Quetsche von Kählitz & Lübcke Mühlenbauanstalt, Mühlsteinfabrik Leipzig-Eutritzsch und einen Aspirateur? (Reinigung) der Firma Gebr. Knauthe Maschinenfabrik Borna, bezeichnet Dresden Filiale Bischofswerda. Hinzu kommt noch ein Steinkran. Auf dem Rohrboden befinden sich auch ein Filterschrank von Hobian & Frauenberger Mühlenbau-Anstalt & Maschinenfabrik Bautzen/Sachsen und eine stehende Mischmaschine mit Mischschnecke. Der Sichterboden wird von einem Plansichter der Firma Albert Knieb Mühlenbauanstalt („Deutsches Reichspatent“) und einer Schälmaschine? von W. A. Kegel Maschinenbaufabrik und Mühlenbauanstalt Rathewalde Sächs. Schweiz dominiert. Den Transport des Mahlgutes sicherten Elevatoren, Schütten und Verteilerschnecken, die heute noch vom Keller bis zum Sichterboden vorhanden sind. Des Weiteren hat sich der Bremsfahrstuhl erhalten. Zudem finden sich diverse Absackvorrichtungen.

Das Wohnmühlengebäude ist mit 1815 datiert. Der Standort ist älter. Die Anlage diente als kombinierte Mahl- und Sägemühle. Von der Sägemühle (im Obergeschoss verbretterte Anbau) hat sich nur die Gebäudehülle erhalten. Von der Getreidemühle ist auch die komplette Technik auf uns überkommen. Sie dürfte zum überwiegenden Teil aus der Zeit der Weimarer Republik und den 1930er Jahren stammen, möglicherweise sind Teile auch älter. Bemerkenswert an der Technik sind die vielen, gut sechs, daran beteiligten Firmen. Nach der einen Radkammer und der Wandgestaltung an der Rückseite urteilend, wurde die Mahlmühle von einem Wasserrad und die Sägemühle möglicherweise von zwei Wasserrädern betrieben. Von den Betreibern der Kretzschmarmühle wurde um 1915 die Brotbäckerei für die Hellendorfer Einwohner übernommen. Sie ist erst 1998 eingestellt worden. Die Mahlmühle lief nur bis 1971. Getreidereinigungsmaschine Stahl Neusaat 10 am 12. März 2017 transloziert in das Scheunengebäude Hauptstraße 62a in Struppen.
30. ↑  Sonderform einer Ganzmeilensäule
  - Sonderform einer kursächsischen Ganzmeilensäule, als „Grenzsäule“ bezeichnet, Sandstein, Obelisk auf gestuftem Sockel mit sächsisches Rautenkranzwappen und Entfernungsangaben, Mittelstück entspricht einer Kursächsische Ganzmeilensäule der Neuen Dresden-Teplitzer Poststraße aus dem 18. Jh., letzte erhaltene kursächsische Straßensäule dieser Strecke. Im Meilenblatt von Sachsen, Berliner Ausgabe, Blatt 340 von 1784 sind sowohl eine Grenz-Säule als auch eine Meilen-Säule in kurzem Abstand dort aufgeführt. Im Zuge des Chausseebaus ab 1810 wurde die Meilensäule wohl 1820 in eine neue (steinerne) Grenzsäule mit dem sächs. Wappen an der Spitze umgewandelt und direkt an die Grenze versetzt. Da erst in diesem Jahr die Verordnung zur Errichtung von Wegweisersäulen, zunächst aus Holz, erlassen wurde und die letzten (kur)sächsische Meilensteine/Postsäulen 1820/23 gesetzt/erneuert wurden, ist es keine Wegweisersäule. Erst nach 1875 brachte man seitlich noch wegweisende Kilometerangaben an. Es ist somit die Sonderform einer (kur)sächsischen Ganzmeilensäule, die als „Grenzsäule“ bezeichnet wird. Die letzte Instandsetzung und geringfügige Versetzung erfolgte 1977 mit dem Umbau der Grenzanlagen.
  - Gedenkstein: trapezförmiger Sandsteinblock auf Stufenpodest, mit Inschrift: „an dieser Stelle übergaben Sportler der CSR 1936 die olymp. Fackel auf ihrem Wege v. Athen n. Berlin den deutschen Sportlern“.
  - Platzgestaltung: Wegesystem – überwachsen, Postsäule (datiert 1820) aus Sandstein in der westlichen Platzhälfte, Denkmal für den olympischen Fackellauf von Athen nach Berlin, der am 31. Juli 1936 diese Stelle passierte, aus Sandstein (datiert 1957, Bildhauer Herbert Weinrich) auf der östlichen Platzhälfte, runde Sandsteinsockel jeweils vor der inneren Baumreihe, zwei halbkreisförmige Baumreihen je Platzhälfte, innerer Ring aus Stiel-Eichen (Quercus robur), äußerer Ring mit gemischtem Baumbestand, ursprünglich wohl Wechsel aus Linden (Tilia spec.) und Lärchen (Larix decidua), jetzt vermischt mit Spitzahorn (Acer platanoides) und Esche (Fraxinus excelsior), Reihen zum Teil lückig, große Stubben markieren noch ehemalige Baumstandorte.
31. ↑  Evangelische Pfarrkirche Langenhennersdorf, urspr. St. Margareten, später St. Marien, Nikolaus und Martin.
  - Saalkirche mit Dachreiter, äußerlich einem Profanbau gleichend. Von einer spätromanischen Kirche sind Teile der Umfassungsmauern sowie an der Südseite ein gestuftes Rundbogenportal und ein Rundbogenfenster erhalten. Wesentlicher Umbau 1495 sowie 1751–1753 und 1865. Der architektonisch unauffällige Bau mit Krüppelwalmdach, der Dachreiter von quadratischem Grundriss, mit glockenförmiger Haube, die Wetterfahne bezeichnet 1865 und 1904. Inneres: Flachdecke mit spätbarockem Gemälde, Putten in Wolkenglorie.
  - Zweigeschossige Emporen im Norden und Westen und die Patronatsloge mit Wappen von Kospoth von Sebottenstein von 1751 bis 53, die doppelten Emporen im Altarraum von 1865.
  - Altarbild „Abendmahl“, bezeichnet 1595, wird dem Pirnaer Maler Hans van Kaden zugeschrieben – Kanzel um 1700. – Kelchförmiger, etwas plumper Taufstein A. 16. Jh., Sandstein. – An der Außenseite gusseiserne Grabplatte von 1685 (Dehio Sachsen I, 1996), gusseiserne Grabplatte für Andreas Geüdtner (gest. 1682) an der Kirchenwand.
32. ↑  Seitengebäude und Scheune, Hauptstraße 44
  - Kleines Seitengebäude, vermutlich Waschhaus
  - Keller: Kartoffelkeller erbaut ab 1849 (Sandsteintafel), überwölbt, B: 3,80, L: 6,80, H: 2,10 (m). 1948 Schachtung eines zweiten Kellers im Westteil des Gebäudes für die Lagerung von Kartoffeln und Rüben, Kappengewölbe.
  - Hauptebene: Äußere Grundfläche des gesamten Gebäudes ca. 29,5 m × 12,3 m, Giebelhöhe ca. 12 m. Östlich der Durchfahrt Ställe für einen Zuchtbullen, zwei Zugochsen und zwei Pferde, darüber die Kutscherstube und Spreukammern. Westlich der Durchfahrt Körnerkammer, Banse zum Einlagern von Getreidegarben vor dem Dreschen, danach die Tenne, westlich davon die Strohpresse und eine Strohbanse.
  - Obergeschoss: Ebenfalls Lager für Getreidegarben vor dem Dreschen, Strohlager.
  - Dachkonstruktion und Dach: Liegender Dachstuhl, beide Giebel aus Sandsteinquadern gesetzt und mit Vasen bekrönt, letzte Eindeckung des Daches mit Krempziegeln, 1974. M. Hammer. Nördliches Wohnstallhaus über winkligem Grundriss Streichung 2014, nach Sanierung sehr geglättet, kein ausreichender Denkmalwert.
33. ↑  Die ursprünglich mit unter Schutz stehende Dampfmaschine wurde verkauft, so dass nur noch die Gebäude unter Schutz stehen (Stand: 05/1999). Bei dem nunmehr veräußerten ehemaligen beweglichen Denkmal handelte es sich um eine Heißdampf-Einzylinder-Lokomobile mit Ringstromüberhitzer, Baujahr 1928, ehemals aufgestellt im Maschinenraum neben dem Sägewerk, Hersteller der Dampflokomobile: Maschinenfabrik Badenia Weinheim in Bayern, Fabrik-Nummer 5896, Marke Geonia.
34. ↑  Evangelische Pfarrkirche Markersbach.

Kleine Saalkirche aus der M. 17. Jh., 1838 umgebaut. Restaurierung 1970/71 und 1978. Putzbau, die spitzbogigen Fenster mit gotisierender Teilung. Satteldach, der achteckige Dachreiter mit geschweifter Haube über dem Westgiebel von 1716 (1801 erneuert), zugleich Uhrturm. Das Innere flachgedeckt, eingeschossige Emporen. Ädikulakanzelaltar mit Säulenpaaren sowie kelchförmige Taufe um 1838. Hölzerner Kruzifix, A. 16. Jh. Die Skulpturen eines früheren Altars, um 1520, dem Meister des Dohnaer Altars zugeschrieben, heute in den Sammlungen auf der Albrechtsburg in Meißen (Dehio Sachsen I, 1996). Spitzbogenfenster, Satteldach, Emporen, Dachreiter 1701.
35. ↑  Massives Erdgeschoss, im Wohnbereich womöglich bis zum 19. Jh. Holzkonstruktion, Stallteil im Zustand um 1880 (preußisches Kappengewölbe), Obergeschoss-Fachwerk mit Streben, hinten unterbrochen durch rechtwinkligen späteren Anbau, Dachstuhl mit zum Teil alten Holzverbindungen (abgesägte Windrispe in der Mittelachse), Bergkeller mit Bruchsteintonne.
36. ↑  Evangelische Pfarrkirche Oelsen.
  - Kleine Saalkirche, im Osten mit drei Seiten des Chors schließend, Dachreiter. Eine Kirche ist 1405 genannt. Der jetzige Bau um 1500, erneuert 1806, der Dachreiter bezeichnet 1749. Restaurierung 1975. Der schlichte Bau mit gotischem Portal an der Nordseite, klassizistische Rundbogenfenster in tiefen stichbogigen Fensternischen. Der achtseitige Dachreiter mit Haube und Laterne. Sakristei an der Südseite, mit rundbogigen Eingängen, 16. Jh., Vorhalle an der Nordseite von 1806, mit Krüppelwalmdach.
  - Das Innere flachgedeckt. Ausstattung von 1806. Bis an den Altar reichende Emporen, hölzerner Ädikulakanzelaltar mit korinthischen Säulen, ornamentgeschmückter Taufstein. – Hölzerne Epitaphien, das eine für Rudolf von Bünau († 1653), das andere, besonders reich gestaltet, für Rudolf von Bünau († 1701).
  - In der Vorhalle vermauert die Reste einer reich skulptierten Sandsteinkanzel mit Reliefs Christus und Evangelisten, um 1620, Lorenz Hornung zugeschrieben (Dehio Sachsen I, 1996). Portal bezeichnet 1585, Grabmal für Christoph Kraaz, Besitzer des Rittergutes Oelzen, gest. 1832, Sandstein.
37. ↑  Ehem. Rittergut Oelsen
  - Herrenhaus Oelsen: mit Krüppelwalmdach (Biberschwanzdeckung), Balkon zur Gartenseite mit Jugendstilgeländer, Veranda mit Jugendstilziergitter und Freitreppe aus Sandstein zum Gutsgarten, Wohnstallhaus mit z. T. originalen Türen und Fenstern, Sandsteingewände, weitere Wappenkartusche innen.
  - Gutspark
    - Einfriedung: Reste der ehemaligen Einfriedungsmauer aus Bruchstein mit zweiflügeliger Toranlage nur im Norden der Anlage in der Gutseinfahrt, Gutstor mit Pfeilern aus Sandstein und Pfeilerkopf sowie schmiedeeisernes Ziergitter mit den Initialen TS und der Jahreszahl 1915.
    - Erschließung: Zugänge: Gartenzugang vom Haus über die Freitreppe, weiterer Zugang in der südwestlichen Ecke des Gutsgartens über eine breite Treppe aus profilierten Betonstufen, Wegesystem: überwachsen, zum Teil noch im Bodenprofil erkennbar.
    - Vegetation: Alleen und Baumreihen: Allee aus Linden (Tilia spec.) und Kastanien (Aesculus hippocastanum) zum Erbgerichtshof (Objekt Nummer 09224877), gemischte Baumreihen auf der West-, Süd- und Ostgrenze des Gutsgartens bestehend aus Linde (Tilia spec.), Buche (Fagus sylvaticus), Hainbuche (Carpinus betulus), Stiel-Eiche (Quercus robur), Esche (Fraxinus excelsior), Einzelbäume: Kastanie (Aesculus hippocastanum) südlich vor dem Wohnstallhaus, Hecken und Sträucher: Rhododendron in Sorten, Flieder (Syringa vulgaris).
    - Bodenrelief: Gelände fällt von West nach Ost ohne Terrassierung ab.